# Facteur de forme (téléphones mobiles)
Pour les articles homonymes, voir Facteur de forme.
Le facteur de forme d'un téléphone mobile est sa taille, sa forme et son style, ainsi que la disposition et la position de ses principaux composants. 

## Avec une section inamovible

### Barre
Une barre (également appelée dalle, bloc, candybar) téléphonique a la forme d'un pavé droit, généralement avec des coins et/ou des bords arrondis. Le nom est dérivé de la ressemblance approximative avec une barre de chocolat en termes de taille et de forme. Ce facteur de forme est largement utilisé par une variété de fabricants, tels que Nokia et Sony Ericsson. Les smartphones de type barre ont généralement l'écran et le clavier sur une seule face. Sony avait un modèle de téléphone « Mars Bar » bien connu, le CM-H333, en 1993.

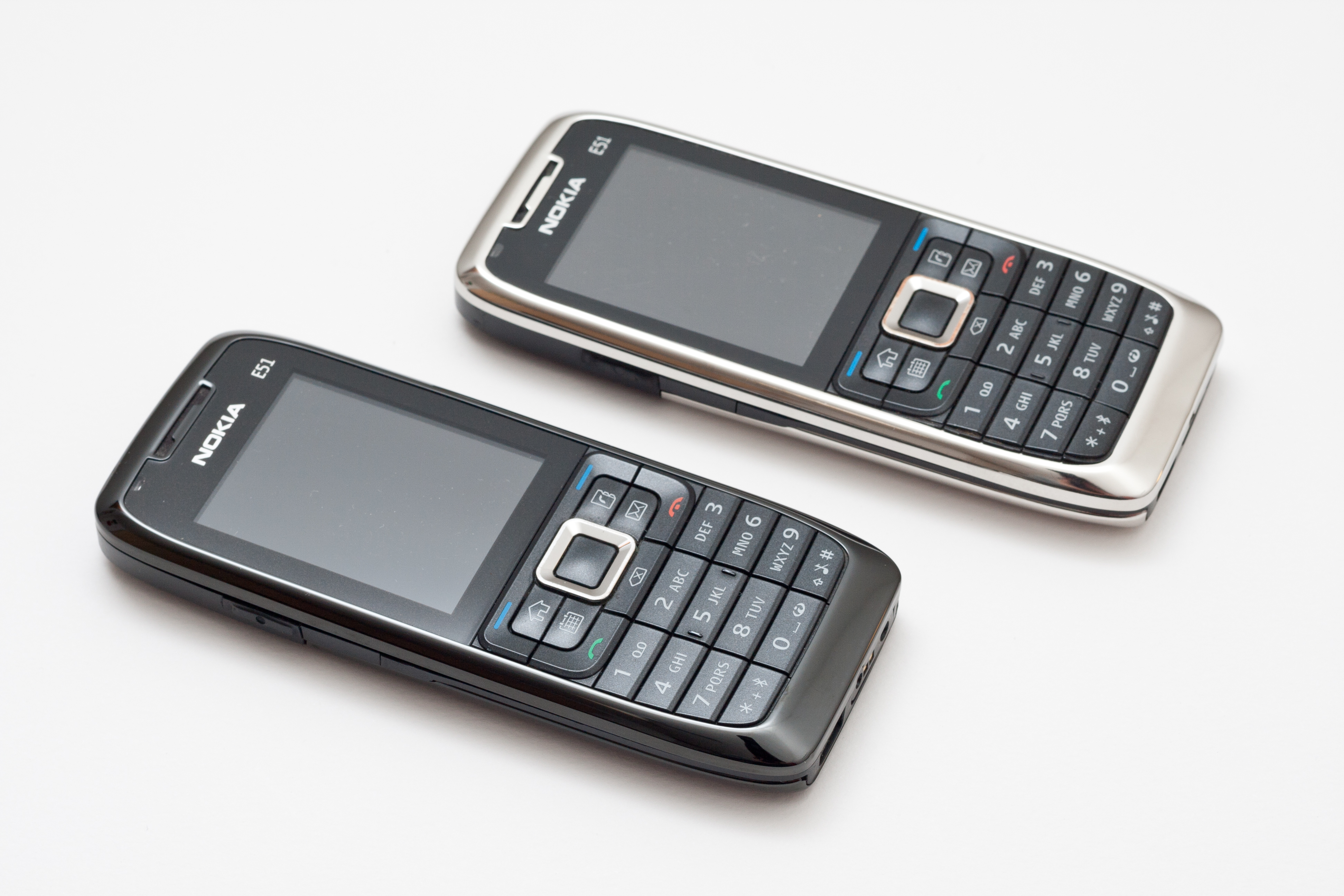
Nokia E51, un téléphone en forme de barre typique.
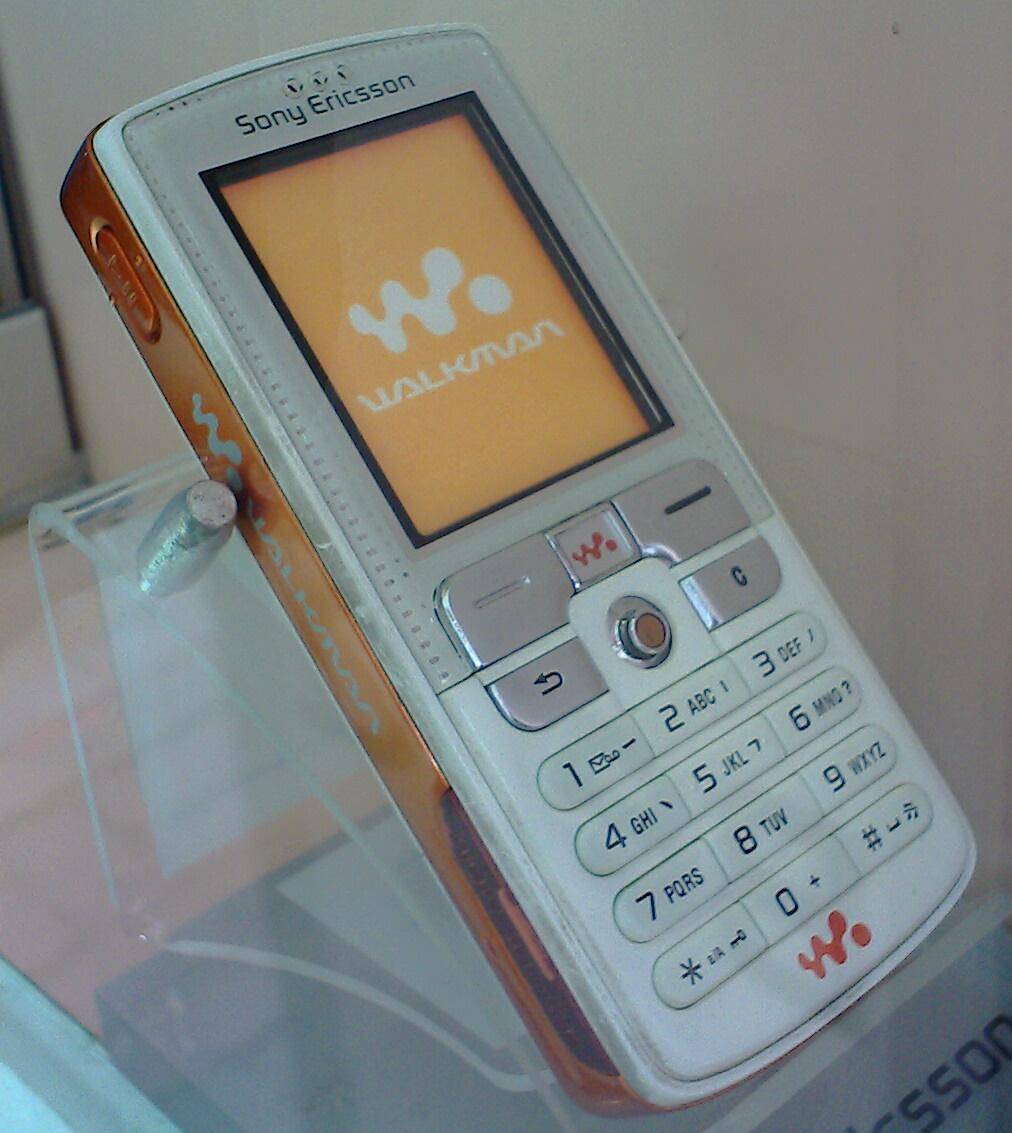
Sony Ericsson W800i (en), sortie en 2005.
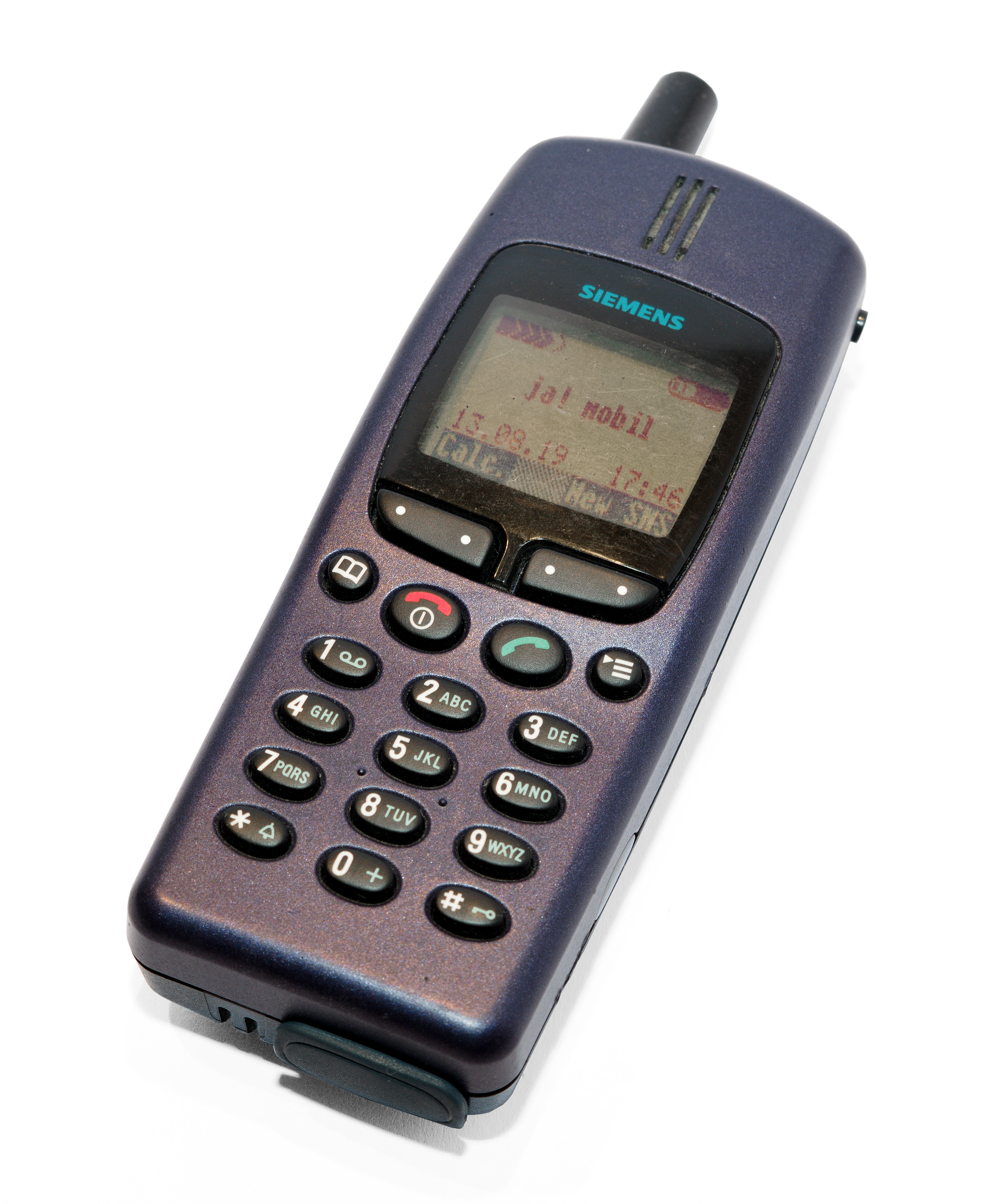
Siemens S25 de 1999.
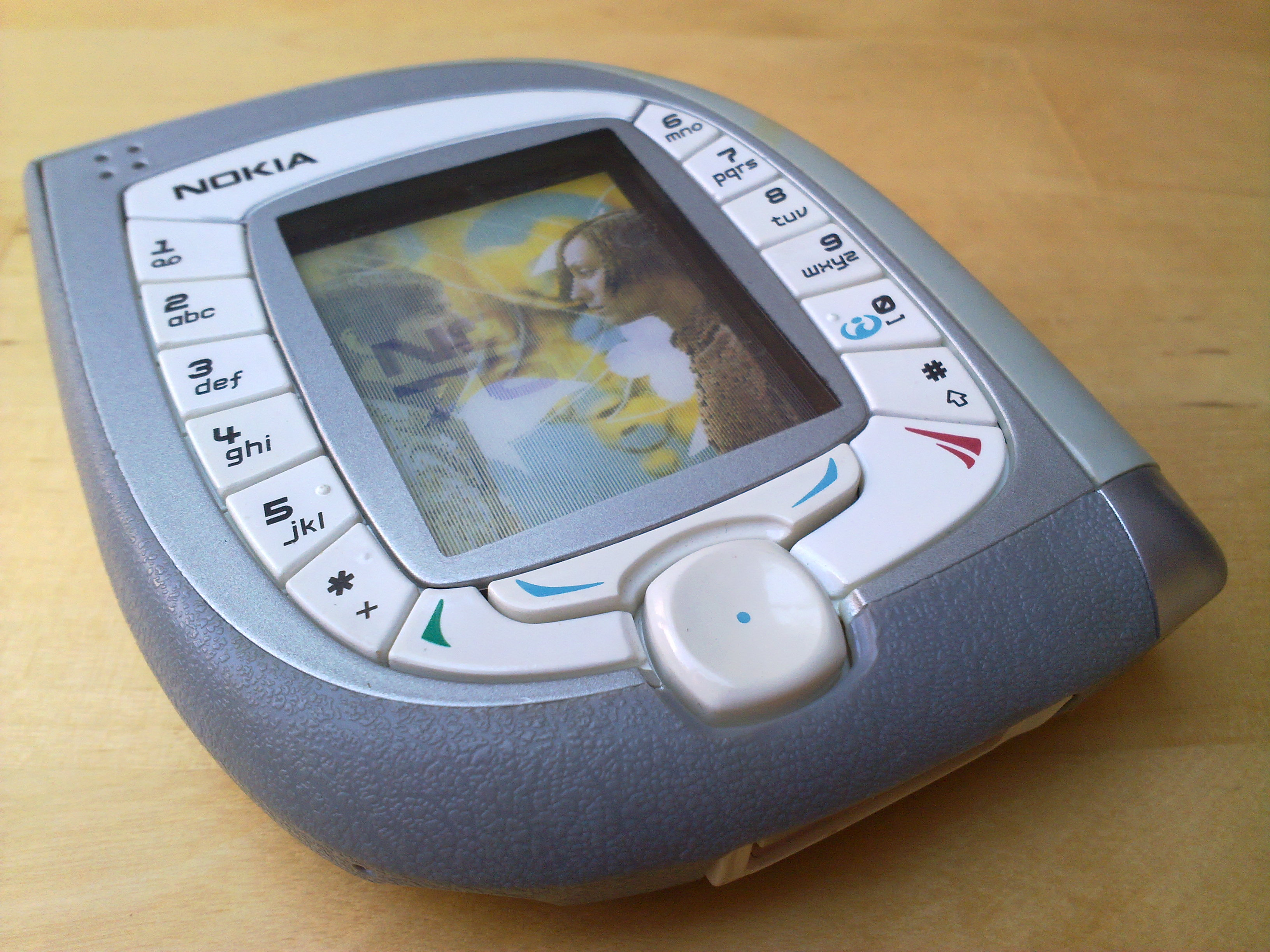
Nokia 7600 dans une forme inhabituelle de barre.

#### Barres de clavier
Il s'agit de variantes de téléphones à barres qui possèdent un clavier QWERTY complet à l'avant. Bien qu'ils soient techniquement identiques à un téléphone à barre ordinaire, le clavier et tous les boutons leur donnent un aspect sensiblement différent. Les appareils de ce type étaient populaires au milieu et à la fin des années 2000, mais ont perdu leur popularité par la suite. La gamme BlackBerry de Research In Motion (RIM) était particulièrement populaire et influente dans cette catégorie. 

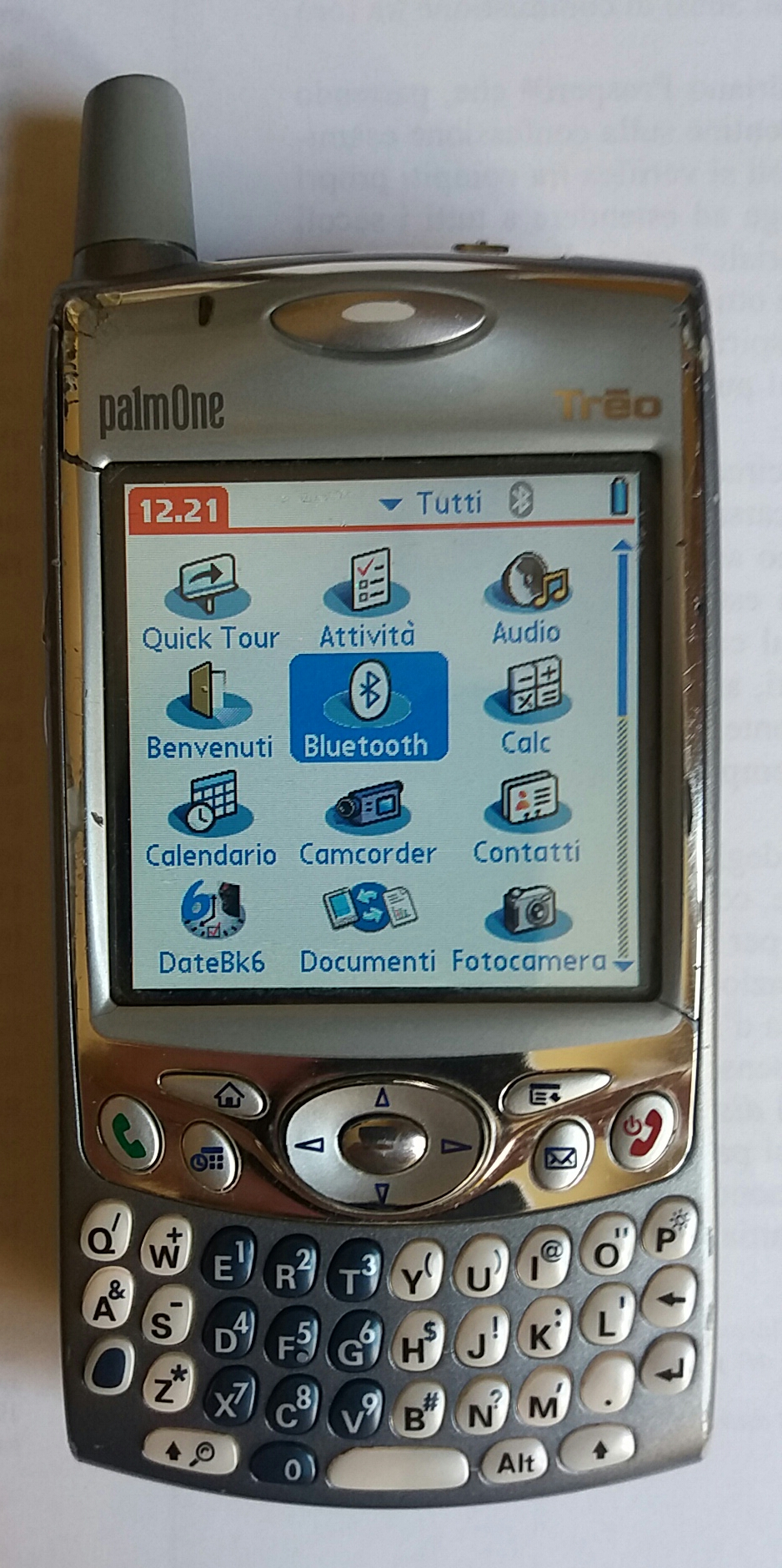
Palm Treo 650 (en).
Motorola Q (en).
Nokia E61 sorti en 2006.
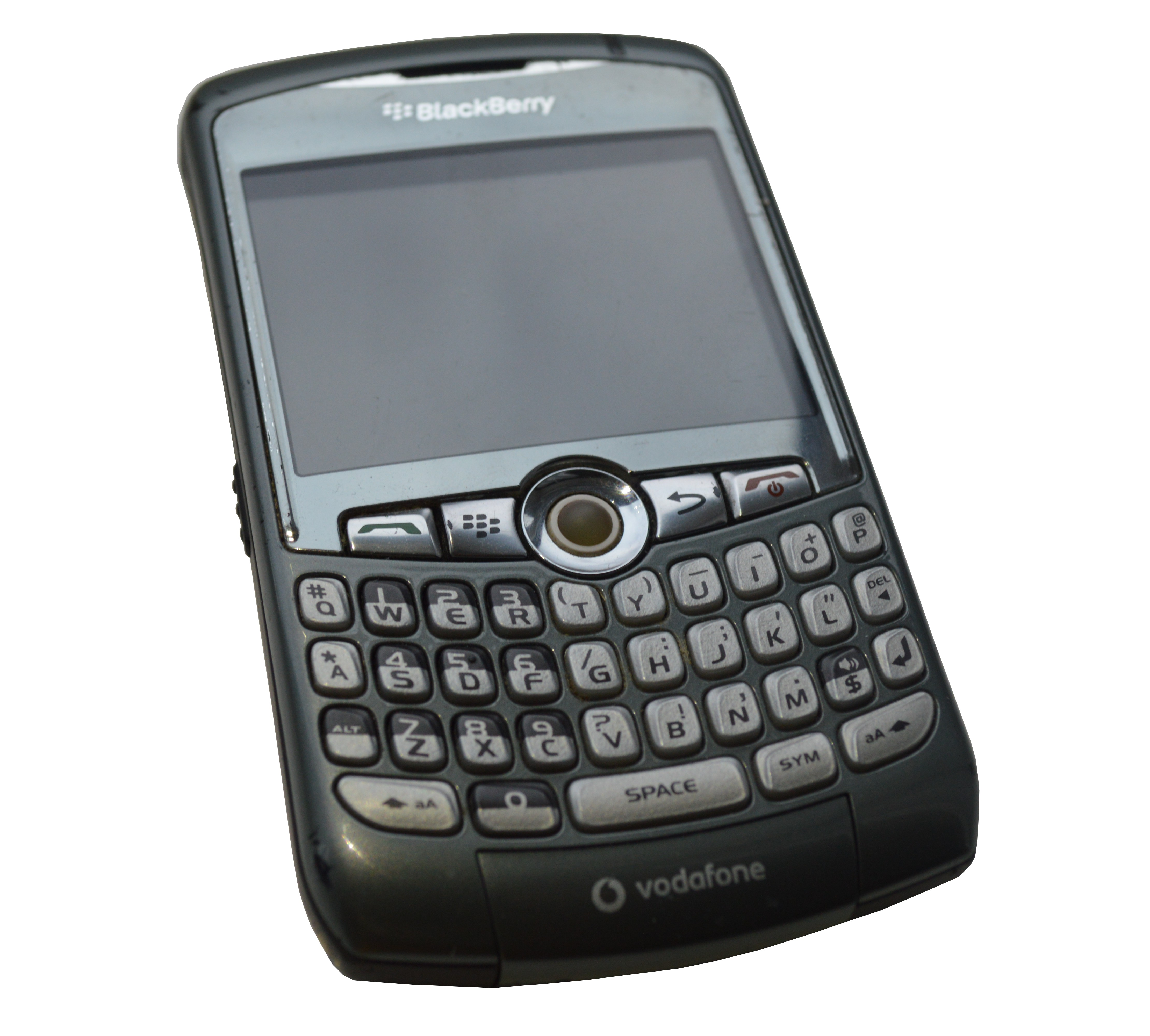
Un BlackBerry Curve 8310 de 2007.
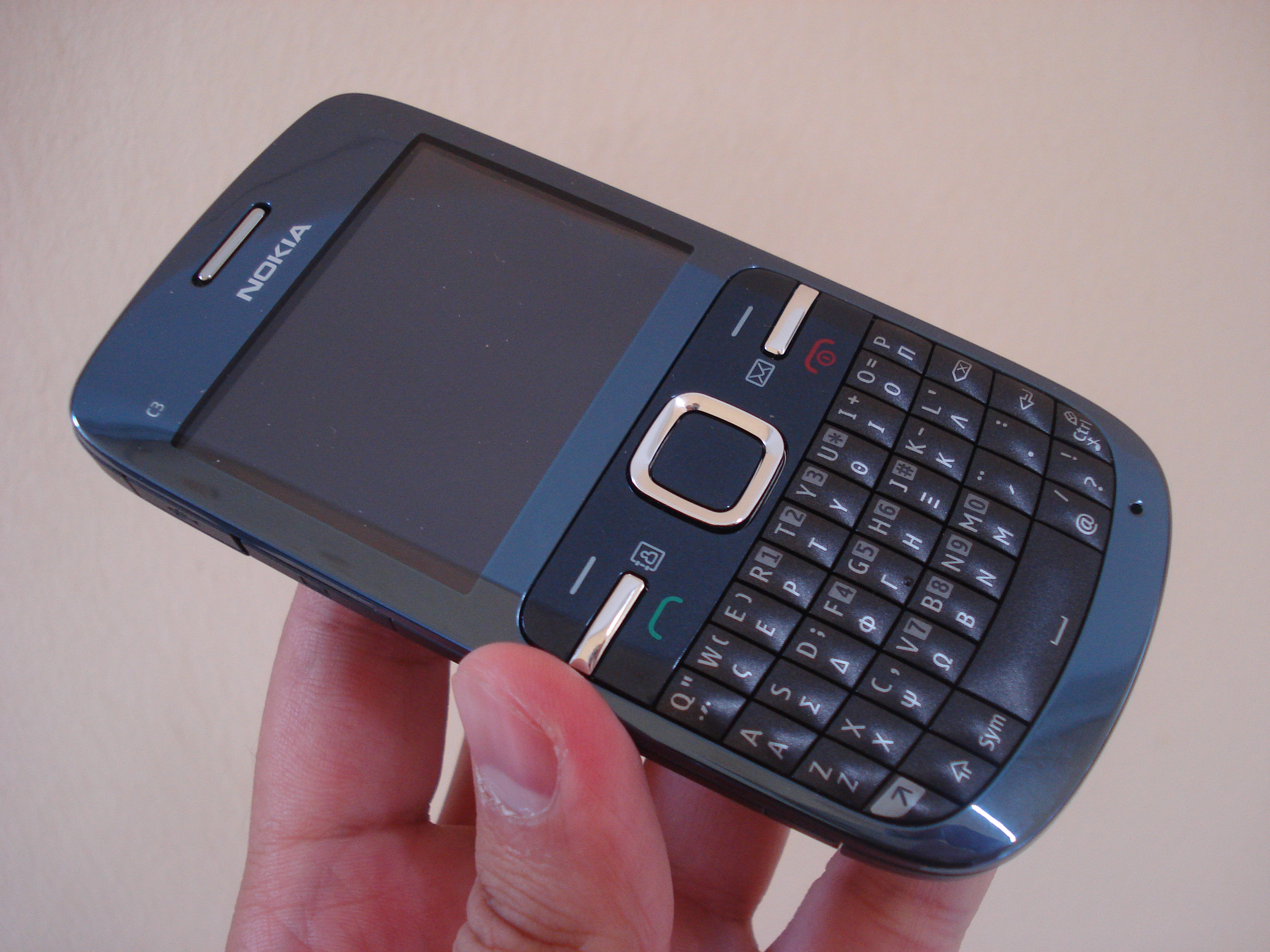
Nokia C3-00 de 2010.
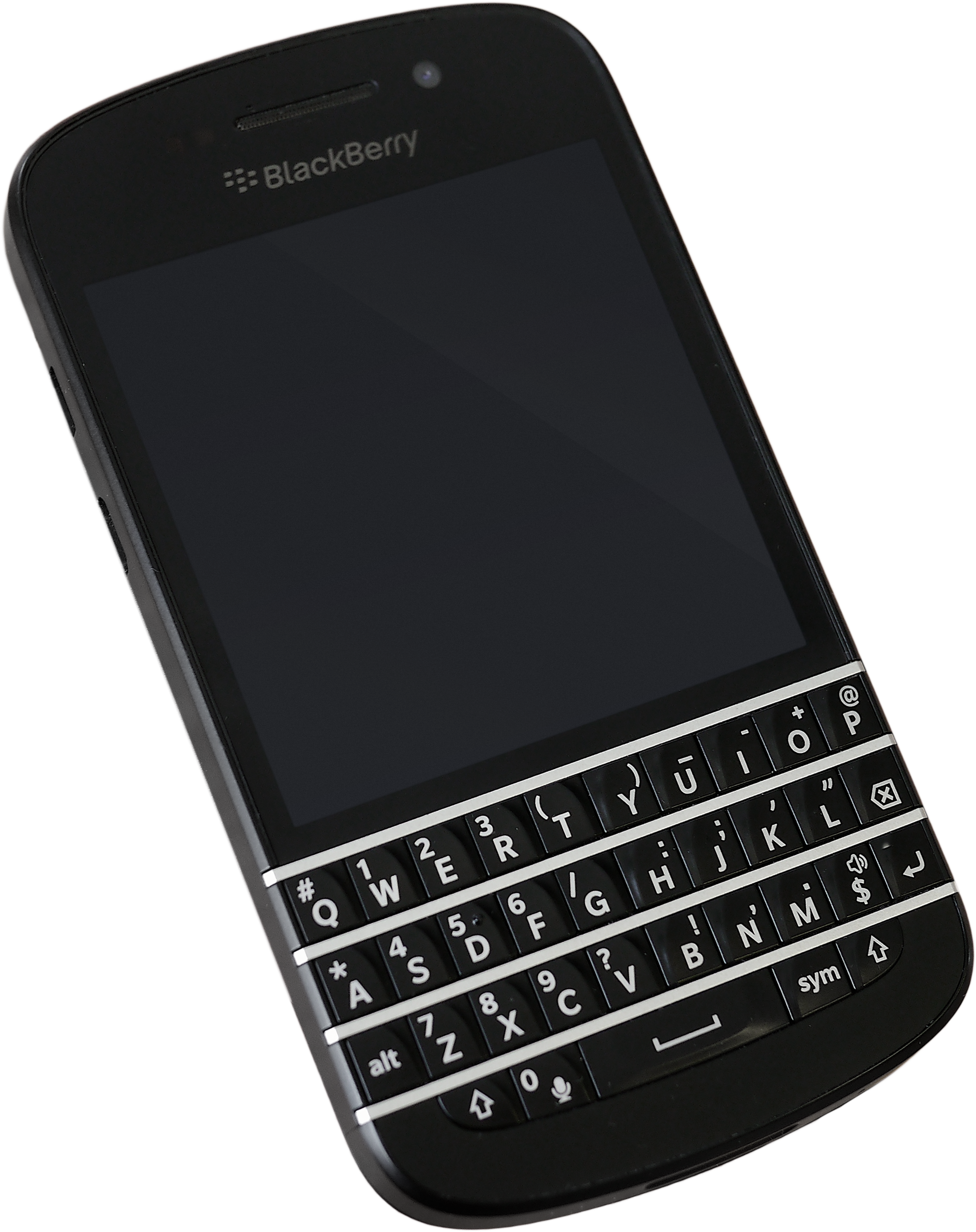
BlackBerry Q10, sorti en 2013.

### Brique
Brique est un terme argotique utilisé pour désigner les téléphones rectangulaires de grande taille et dépassés, généralement des appareils anciens dotés de batteries et de composants électroniques de grande taille. Ces premiers téléphones, tels que le DynaTAC de Motorola, ont été remplacés par de nouveaux modèles plus petits qui offrent une meilleure portabilité grâce à des antennes plus petites et des batteries plus minces.

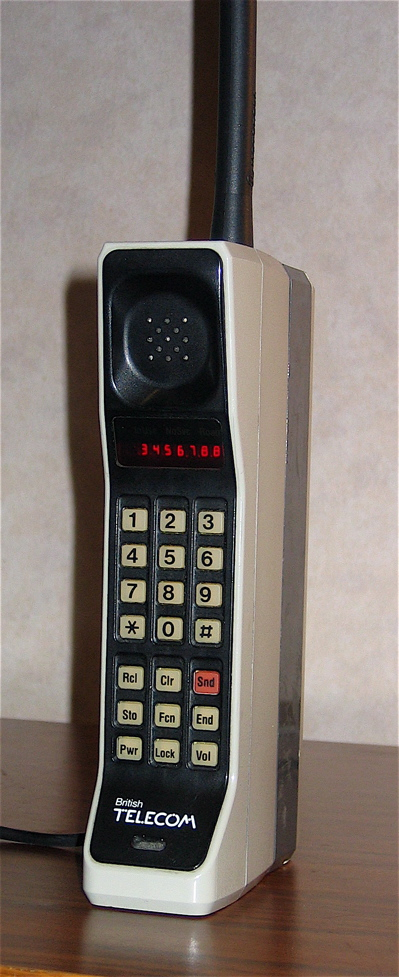
Un Motorola DynaTAC 8000X, un téléphone en brique de 1984.
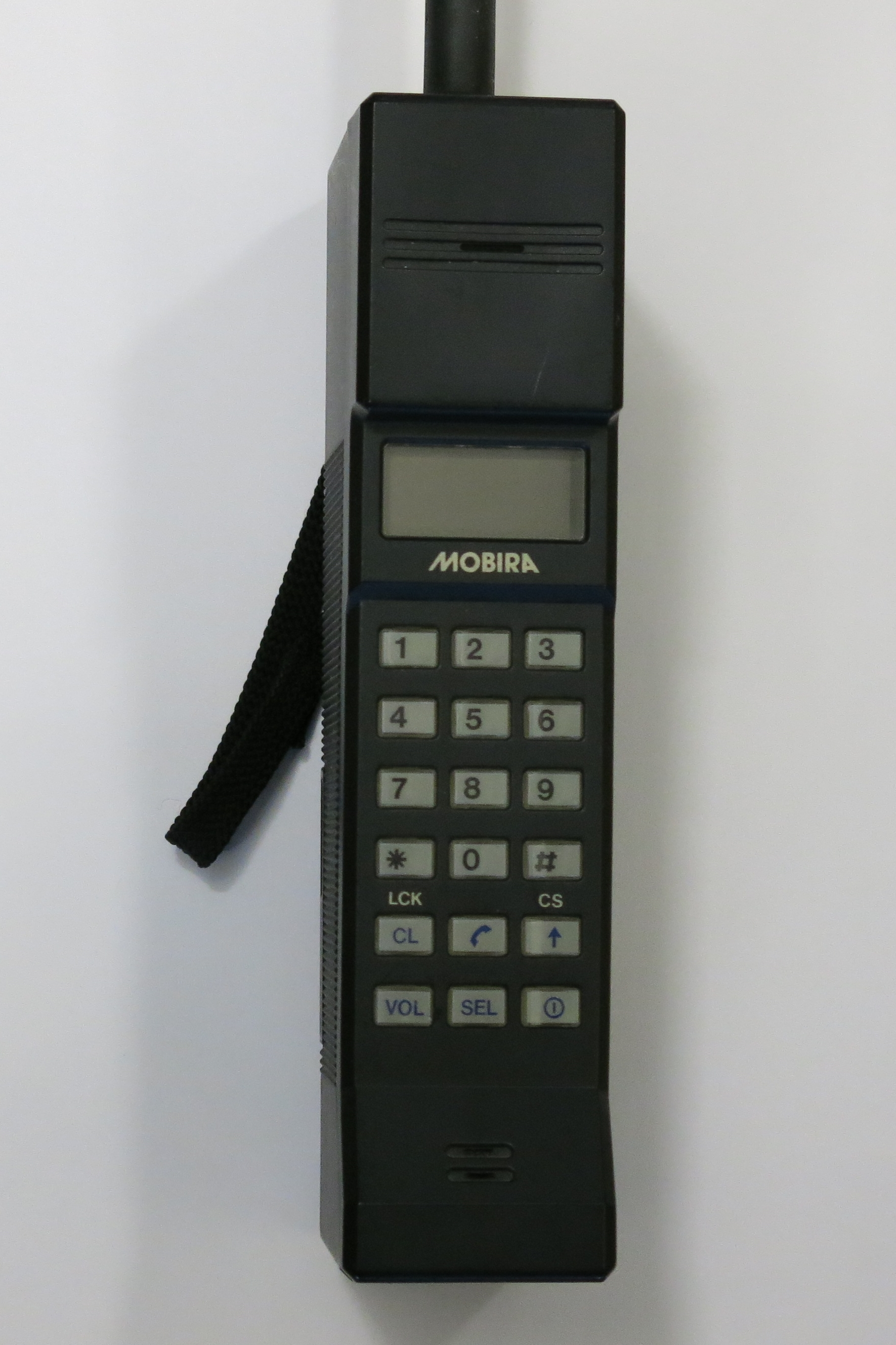
Un Mobira Cityman 450, un téléphone en brique de 1985.
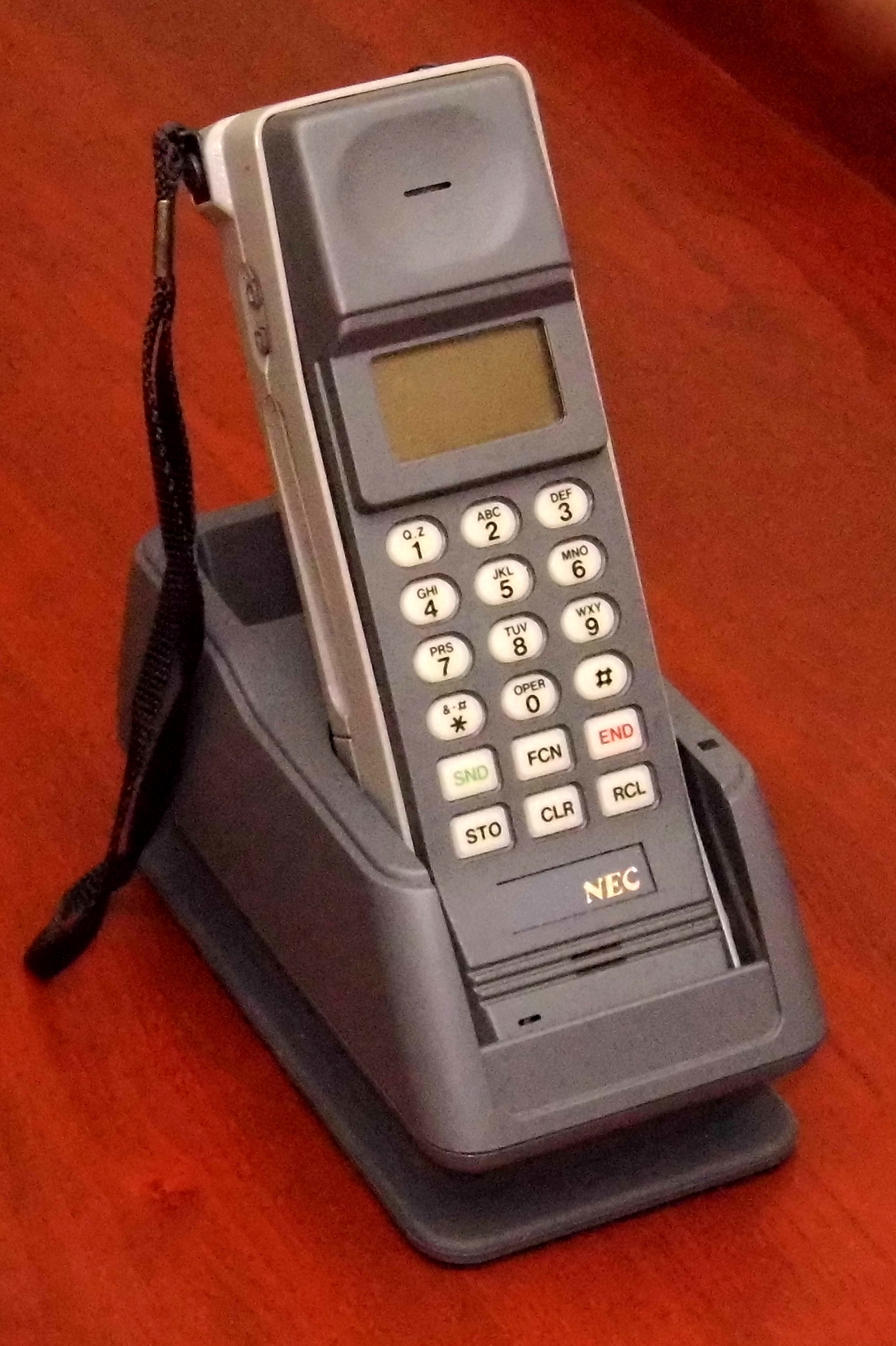
NEC P9100, une brique japonaise de 1988.

Cependant, le terme « brique » a plus récemment été appliqué aux anciens modèles de téléphones en général, y compris les facteurs de forme sans barre (flip, coulissant, pivotant, etc.), et même aux premiers téléphones à écran tactile, en raison de leur taille et de leur manque relatif de fonctionnalité par rapport aux modèles actuels sur le marché,,.
Le terme « brique » s'est également étendu au-delà des smartphones pour inclure la plupart des appareils électroniques grand public qui ne fonctionnent pas, y compris une console de jeu, un routeur ou tout autre appareil qui, en raison d'une mauvaise configuration grave, d'un micrologiciel corrompu ou d'un problème matériel, ne peut plus fonctionner et est donc aussi utile technologiquement qu'une brique. Le terme provient de la forme vaguement cubique de nombreux appareils électroniques (et de leurs blocs d'alimentation détachables) et de la suggestion que l'appareil ne peut fonctionner que comme un objet carré sans vie, un presse-papier ou un butoir de porte. Dans l'usage courant du terme, « bricking » suggère que les dommages sont si graves qu'ils ont rendu l'appareil définitivement inutilisable.

### Ardoise
Une ardoise est une forme de smartphone qui ne comporte que peu ou pas de boutons physiques, et qui repose sur un écran tactile et un clavier virtuel à l'écran pour la saisie. Le premier téléphone à écran tactile disponible dans le commerce était un téléphone brique, le IBM Simon Personal Communicator, sorti en 1994. L'iPhone, sorti par Apple en 2007, est en grande partie responsable de l'influence et de la réalisation de ce design tel qu'il est actuellement conçu. 
Parmi les modèles d'« ardoise » inhabituels, citons le LG New Chocolate (BL40) (en) ou le Samsung Galaxy Round (en), qui est incurvé. 

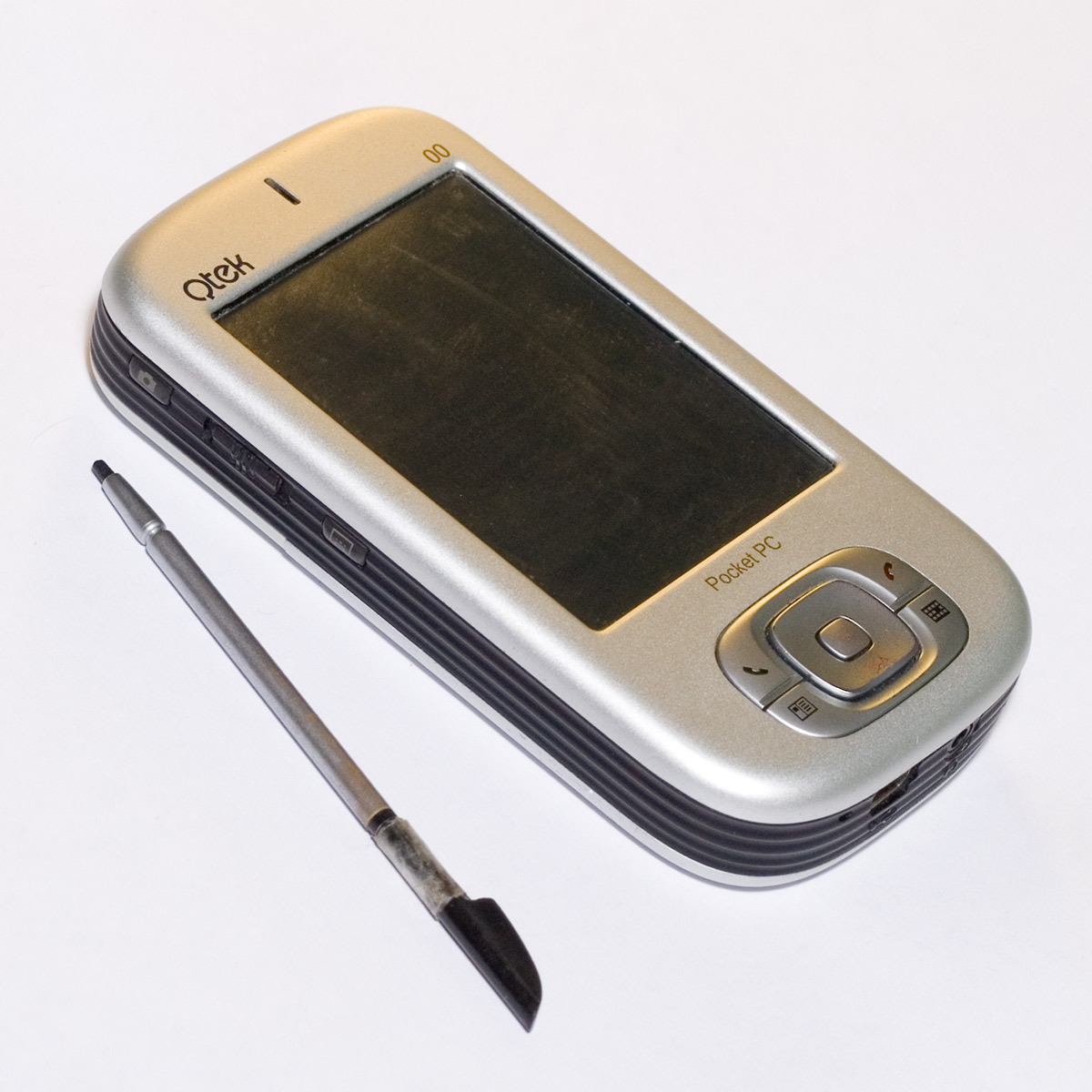
HTC Magician (en), une ardoise pré-contemporaine de 2004.
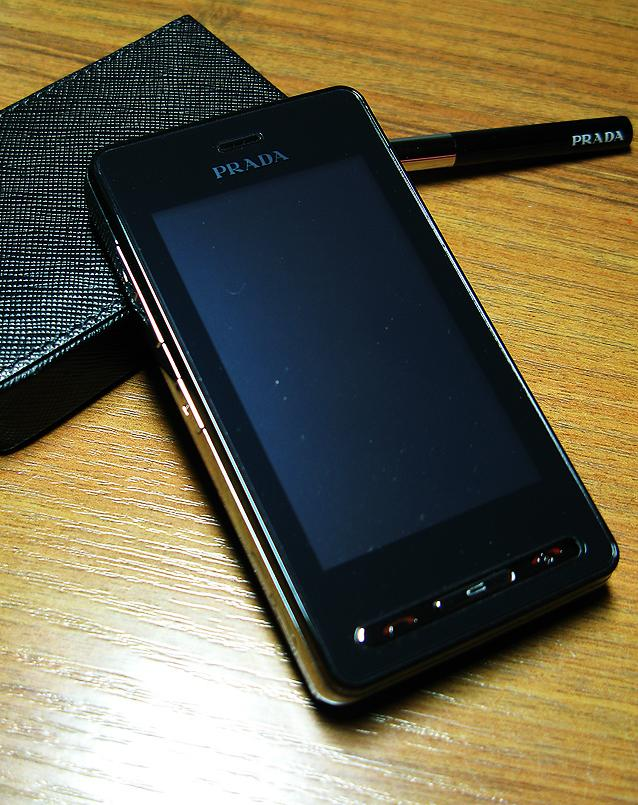
LG Prada, un téléphone ardoise de 2006.
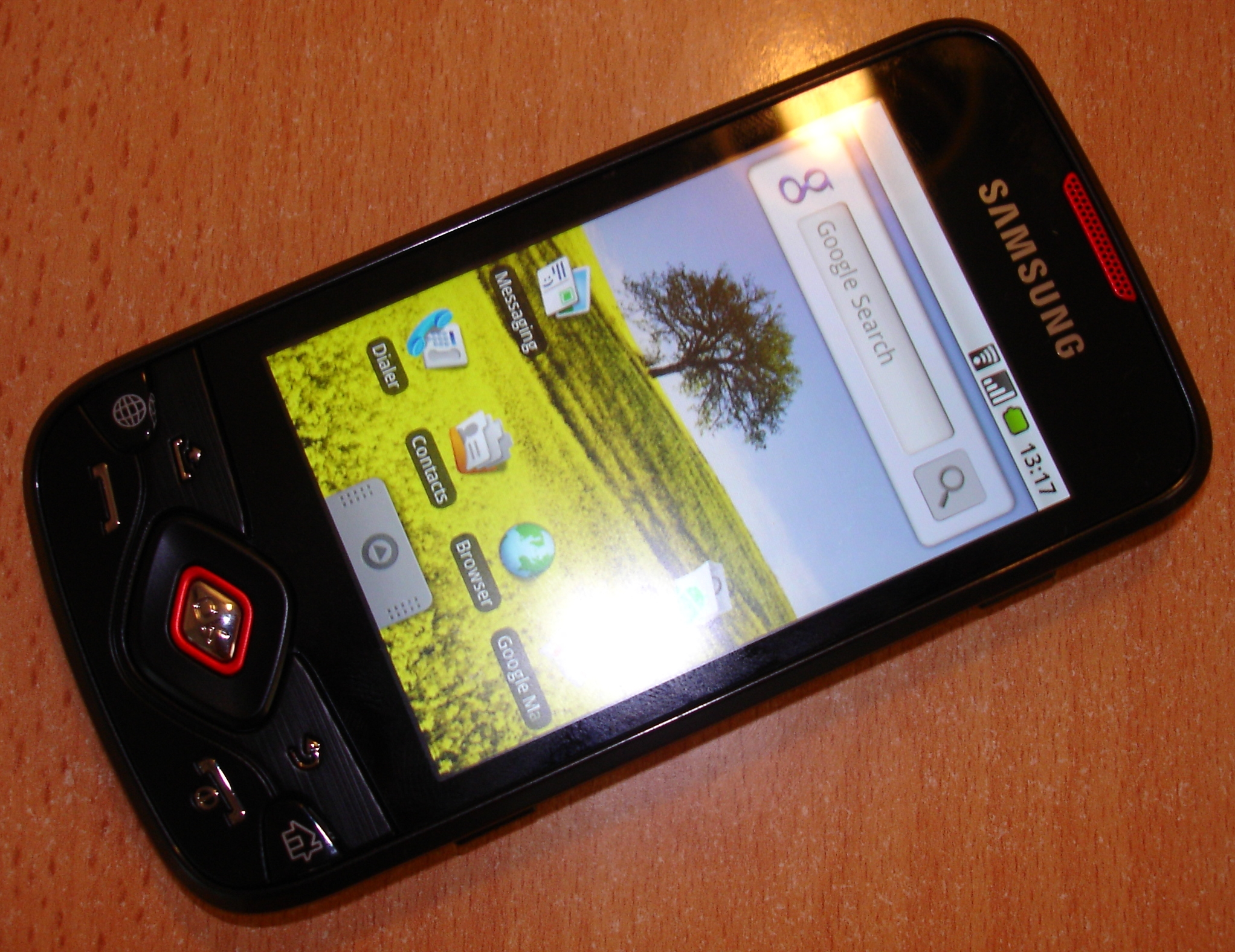
Ardoise Samsung Galaxy Spica (en) de 2009.
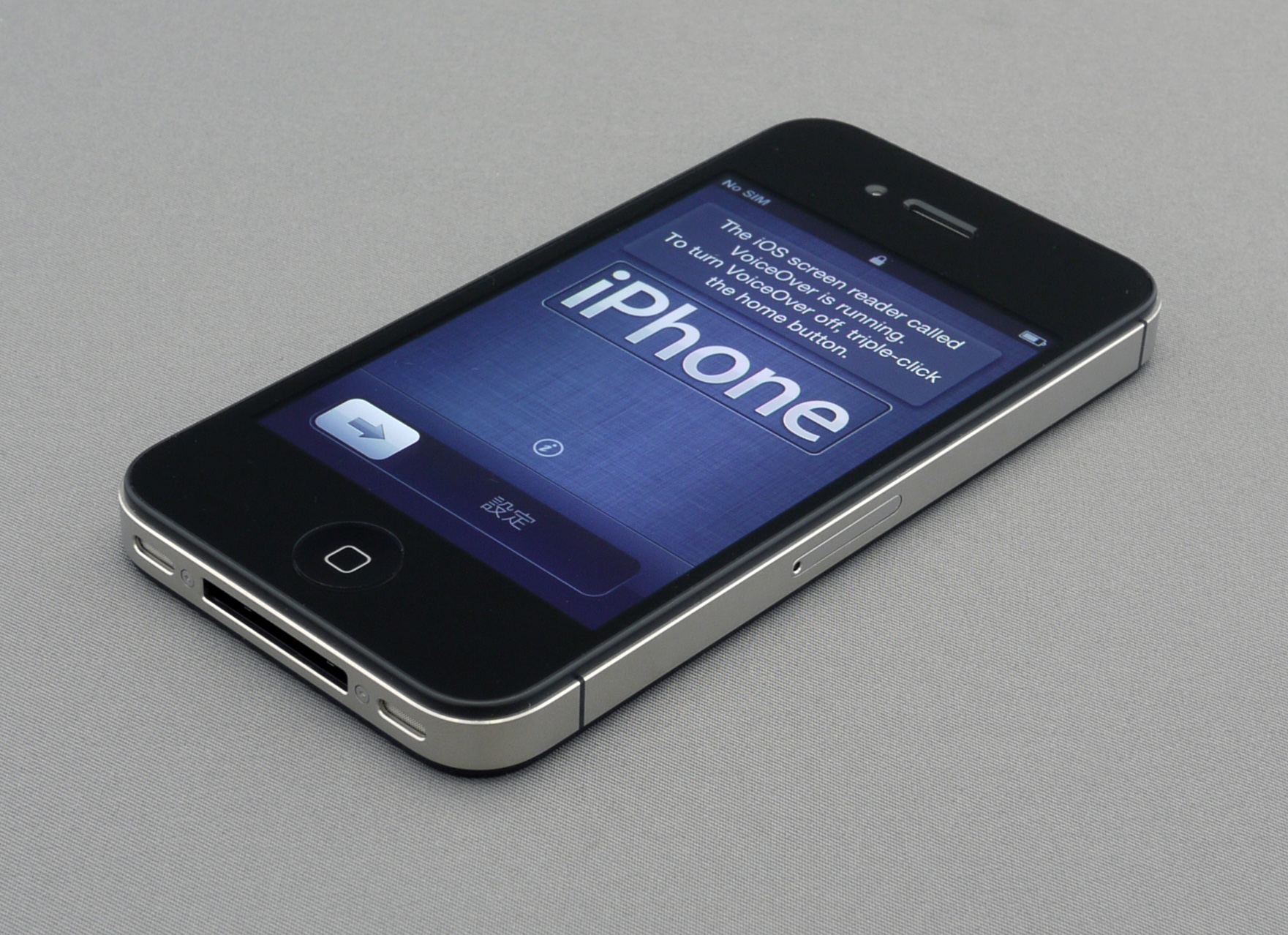
Un iPhone 4S, un téléphone ardoise de 2011.
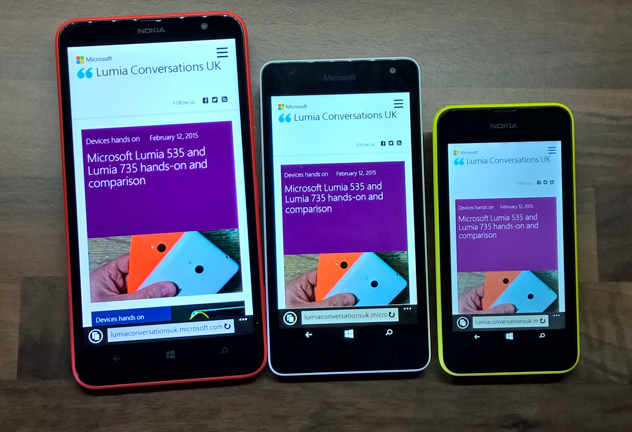
Un ensemble de smartphones Nokia/Microsoft Lumia ardoise.

#### Phablette
La phablette ou smartlet est un sous-ensemble de l'ardoise/écran tactile. Mot-valise des mots téléphone et tablette, les phablettes sont une catégorie d'appareils mobiles conçus pour combiner ou chevaucher la taille d'un smartphone à ardoise et d'une tablette. Les phablettes ont généralement des écrans qui mesurent (en diagonale) plus de 5,3 pouces, et sont considérablement plus grands que la plupart des smartphones haut de gamme à ardoise de l'époque (c'est-à-dire le smartphone Samsung Galaxy Note II par rapport au smartphone Samsung Galaxy S III), qui doivent mesurer 5,2 pouces ou moins pour être considérés comme des smartphones, mais sont considérablement plus petits que les tablettes (qui doivent mesurer 7 pouces ou plus pour être considérées comme telles). 

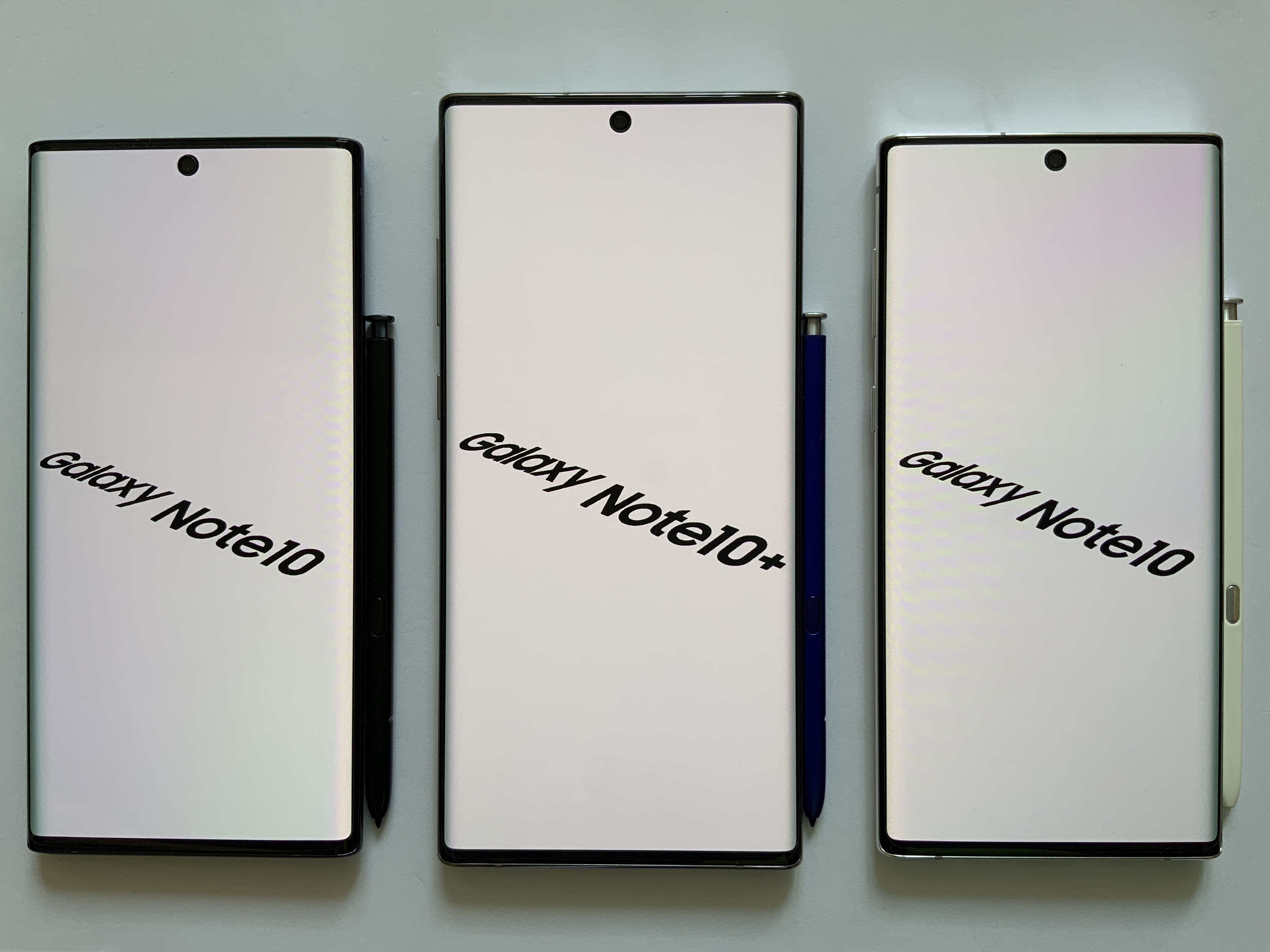
Samsung Galaxy Note 10, une phablette Android moderne.
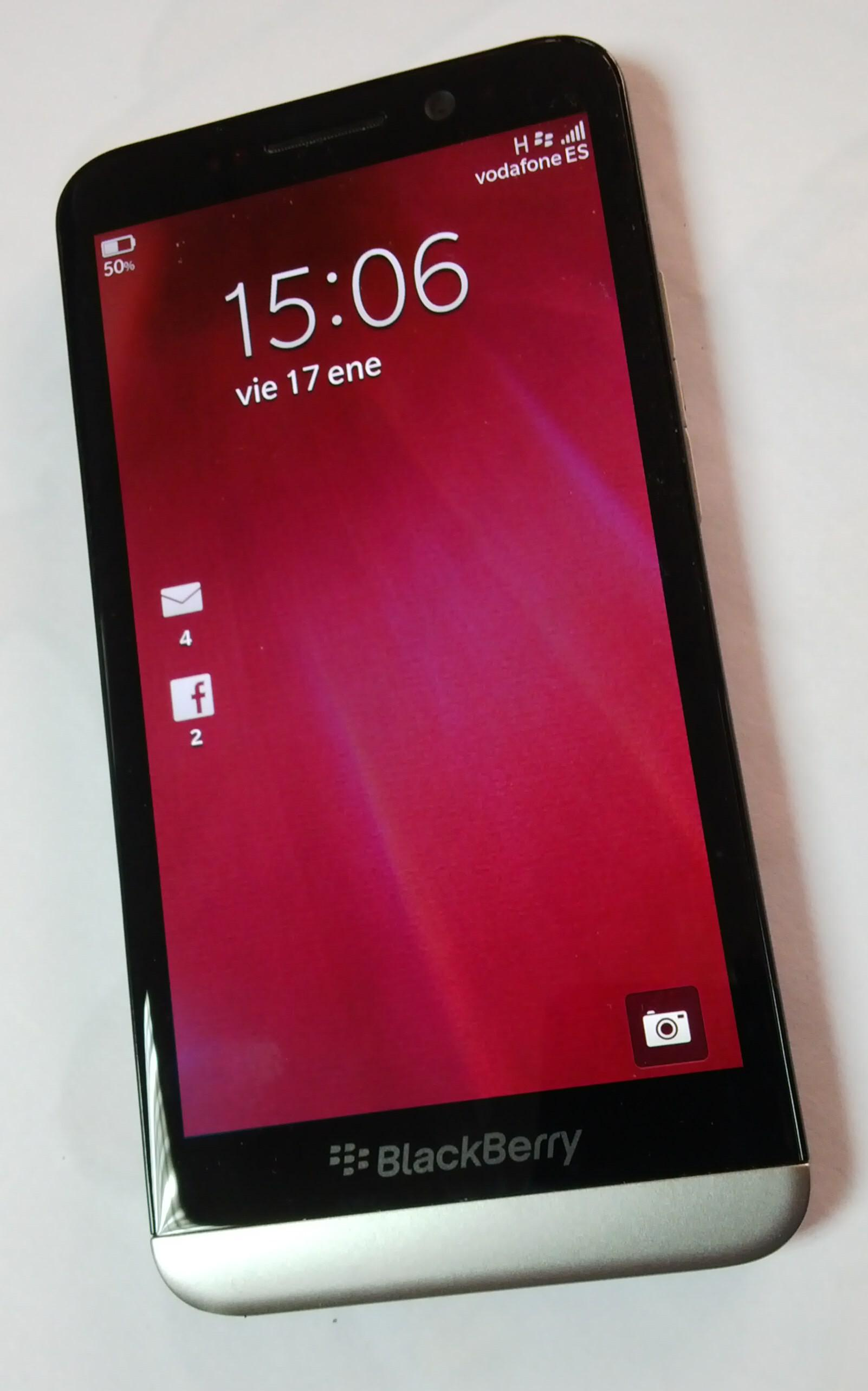
BlackBerry Z30 (en), un smartphone à écran tactile BlackBerry 10.
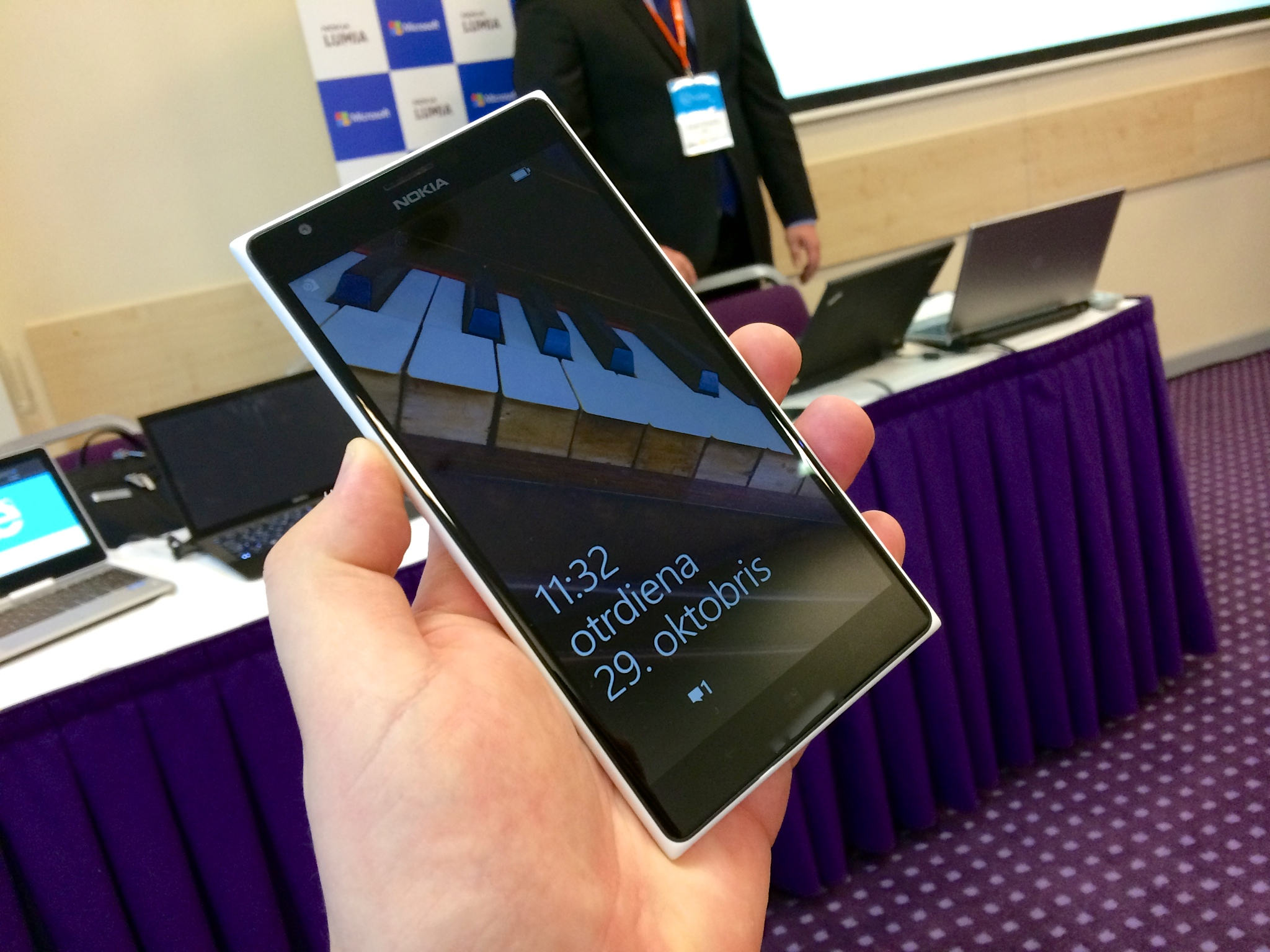
Nokia Lumia 1520 (en), une phablette Windows Phone.

#### Multi-écran
Le multi-écran est fondamentalement le facteur de forme de l'ardoise, mais avec deux écrans tactiles.
Certains ont un petit écran séparé au-dessus des écrans principaux, comme le LG V10 et le LG V20.
D'autres facteurs de forme multi-écrans ont des écrans sur les deux côtés du téléphone. Dans le cas du Yotaphone et du Siam 7X (en), ils ont des écrans tactiles normaux à l'avant, mais à l'arrière se trouve un écran d'encre électronique, qui permet d'utiliser les boîtiers d'une manière similaire à la lecture d'un livre.
La présence de la caméra frontale pour prendre des selfies a été une caractéristique essentielle des smartphones, cependant, il est difficile d'obtenir un écran sans biseau comme c'est la tendance à la fin des années 2010. Le Nubia X (en), le Nubia Z20 et le Vivo NEX Dual Display (en) ont résolu ce problème en combinant l'utilisation de la caméra principale et d'un second écran arrière plus petit, éliminant ainsi la caméra frontale,,. 

#### Affichage enveloppant
Xiaomi a dévoilé le Mi MIX Alpha (en), un smartphone dont l'écran entoure presque entièrement son corps, seulement interrompu dans la partie arrière par une colonne qui contient les caméras. La partie arrière de l'écran peut être utilisée comme viseur pour les selfies et les appels vidéo,. 

### Taco
Le facteur de forme taco a été popularisé par le Nokia N-Gage, sorti en 2003. Il était largement connu sous le nom de taco en plastique en raison de sa forme de taco et de l'emplacement des microphones sur le côté de l'appareil, ce qui, lorsqu'on parle dans le microphone, donne l'impression de manger un taco. Les autres modèles comprennent le Nokia 3300 et le Nokia 5510. 

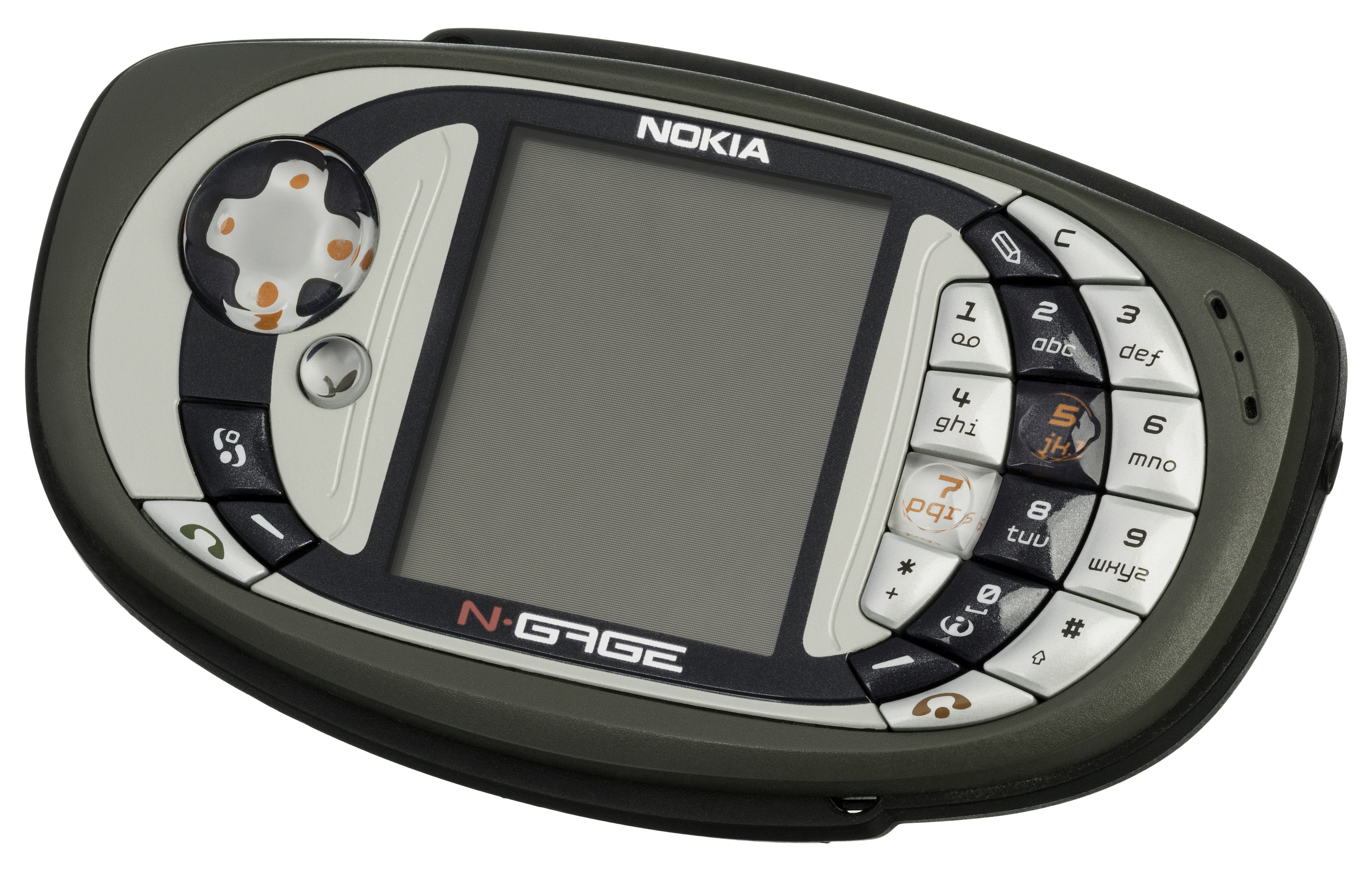
N-Gage QD.

### Wearables

#### Smartwatch
Un smartphone sous la forme d'une montre-bracelet est généralement appelé smartwatch ou téléphone-montre. 

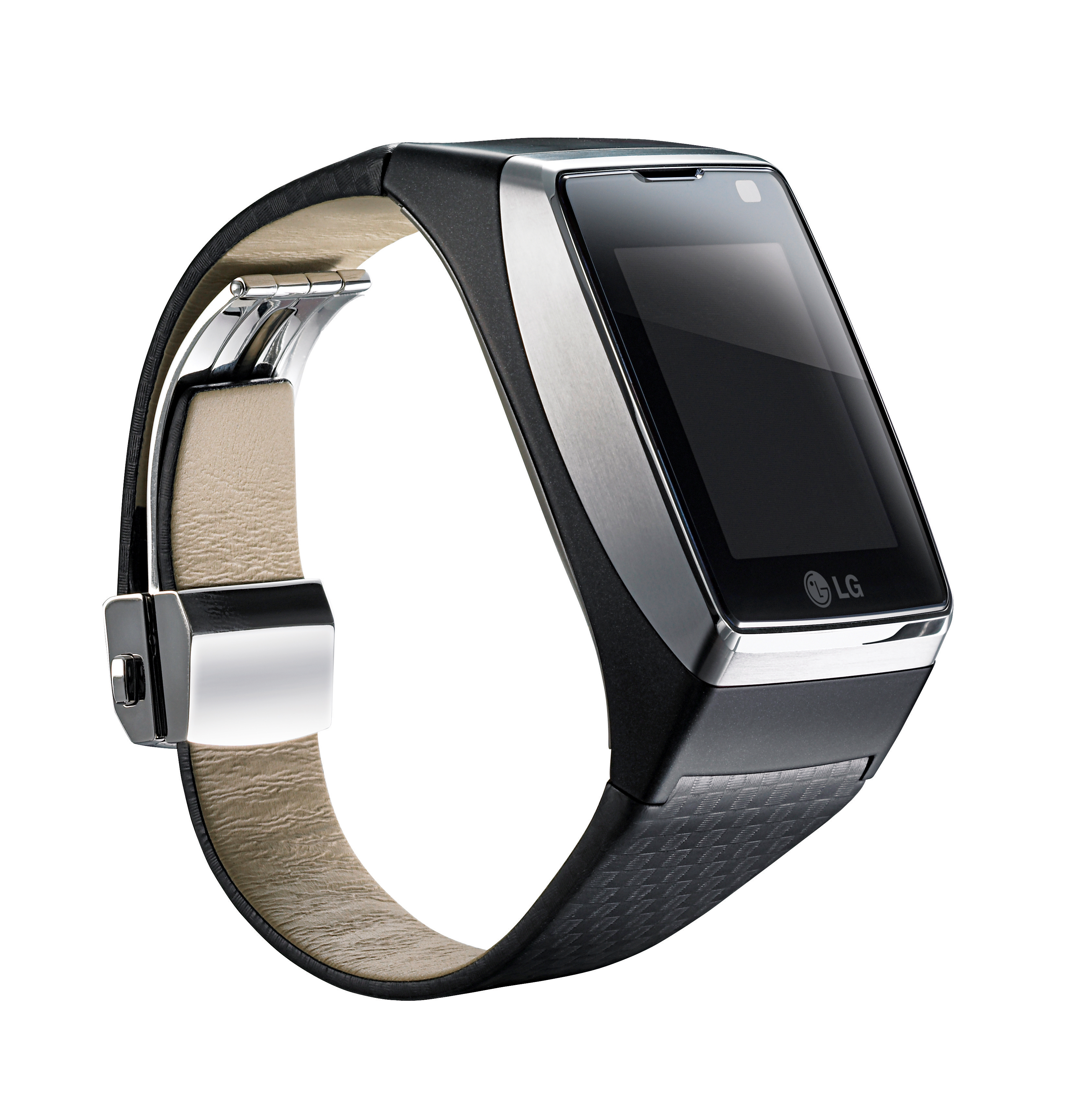
La montre téléphone LG GD910 (en) de 2009.
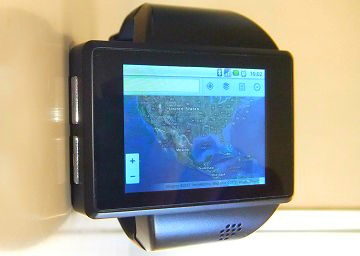
La montre téléphone Android Z1, un smartphone en forme de montre-bracelet.
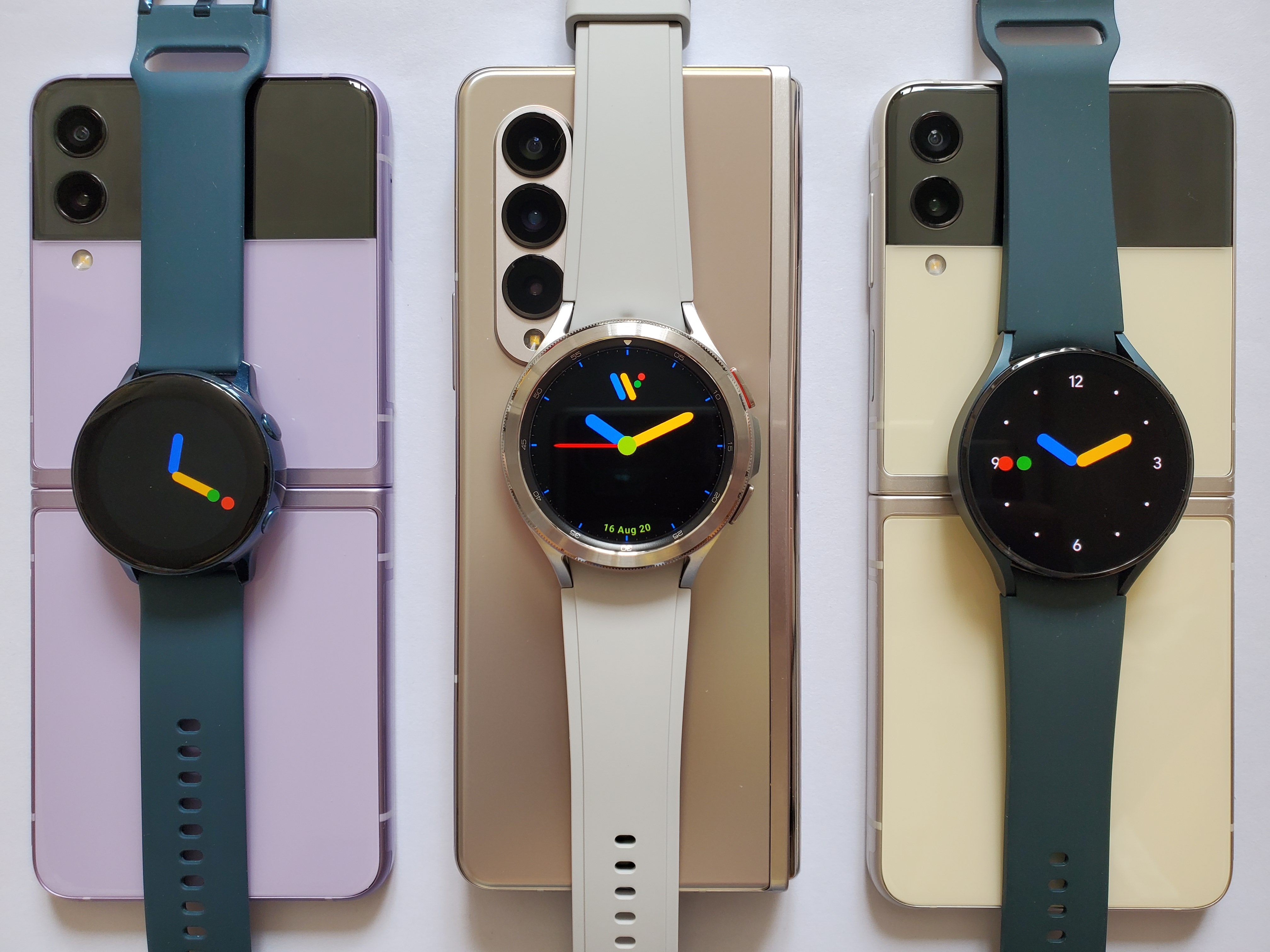
La montre Samsung Galaxy Watch

## Avec des sections mobiles

### Flip
Un téléphone flip ou à clapet est constitué de deux ou plusieurs sections reliées par des charnières, ce qui permet au téléphone de s'ouvrir puis de se replier pour devenir plus compact. Lorsqu'il est ouvert, l'écran et le clavier du téléphone sont disponibles. Lorsqu'il est replié, le téléphone devient beaucoup plus petit et plus portable que lorsqu'il est ouvert pour être utilisé. 
Motorola était autrefois propriétaire d'une marque pour le terme flip phone, mais le terme flip phone est devenu générique et est utilisé plus fréquemment que clapet dans le langage courant. Motorola était le fabricant du célèbre téléphone à clapet StarTAC dans les années 1990, ainsi que du RAZR (en) au milieu des années 2000. Il y avait aussi des téléphones à clapet « vers le bas », comme la série MicroTAC (en) de Motorola et était aussi largement utilisé par Ericsson.
En 2010, Motorola a introduit un type différent de téléphone à clapet avec son smartphone Backflip (en). Lorsqu'il est fermé, un côté est l'écran et l'autre est un clavier physique QWERTY. La charnière se trouve sur un bord long du téléphone plutôt que sur un bord court, et lorsqu'il est déplié, l'écran se trouve au-dessus du clavier.
Une autre forme de clapet inhabituelle a été vue sur le luxueux Serene (en), un partenariat entre Samsung et Bang & Olufsen.
Le terme « clapet » est devenu le terme générique pour ce facteur de forme. Le terme « flip phone » désigne les téléphones qui s'ouvrent sur l'axe vertical. Au fur et à mesure que les clapets disparaissaient du marché, les termes se sont à nouveau désambiguïsés.
Au milieu des années 2000, les modèles « flip » ont atteint le sommet de leur disponibilité et ont décliné par la suite, étant remplacés par les coulissants qui ont à leur tour été complètement remplacés par les smartphones à ardoise. 

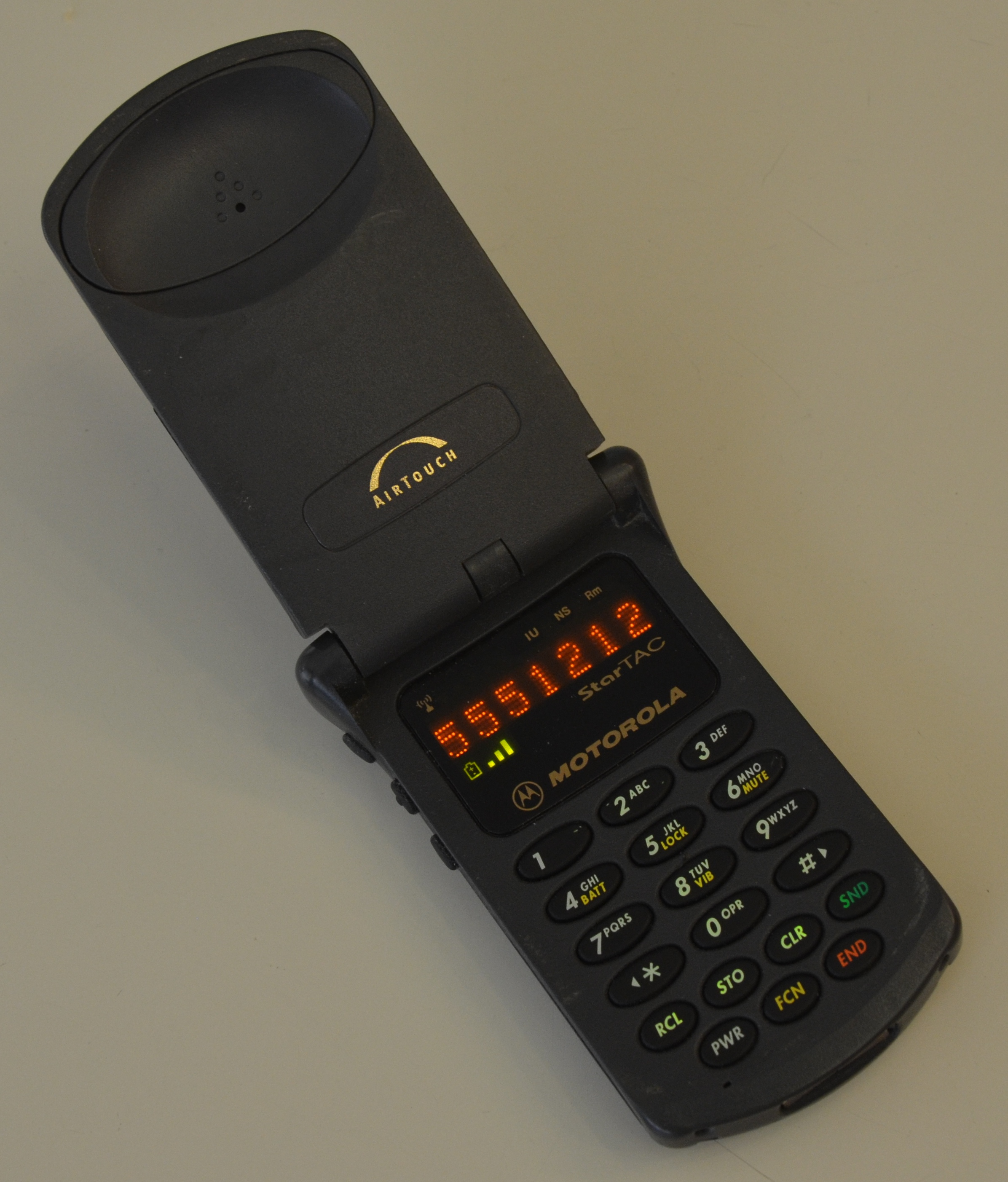
Le Motorola StarTAC, le premier téléphone à clapet.
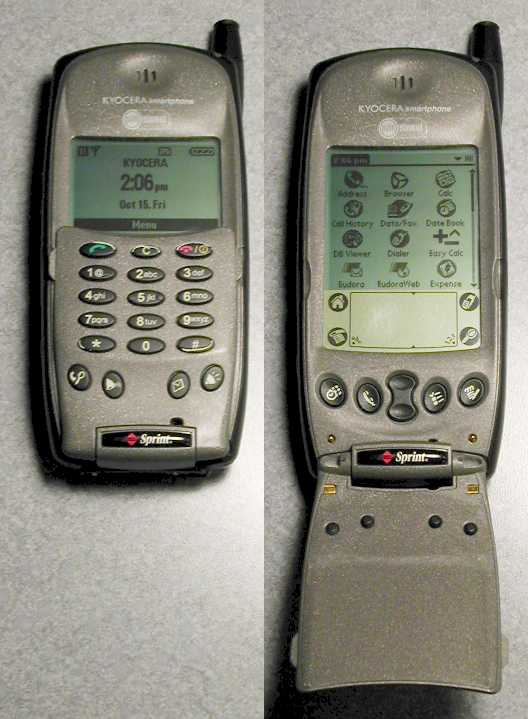
Téléphone flip down Kyocera 6035 (en).
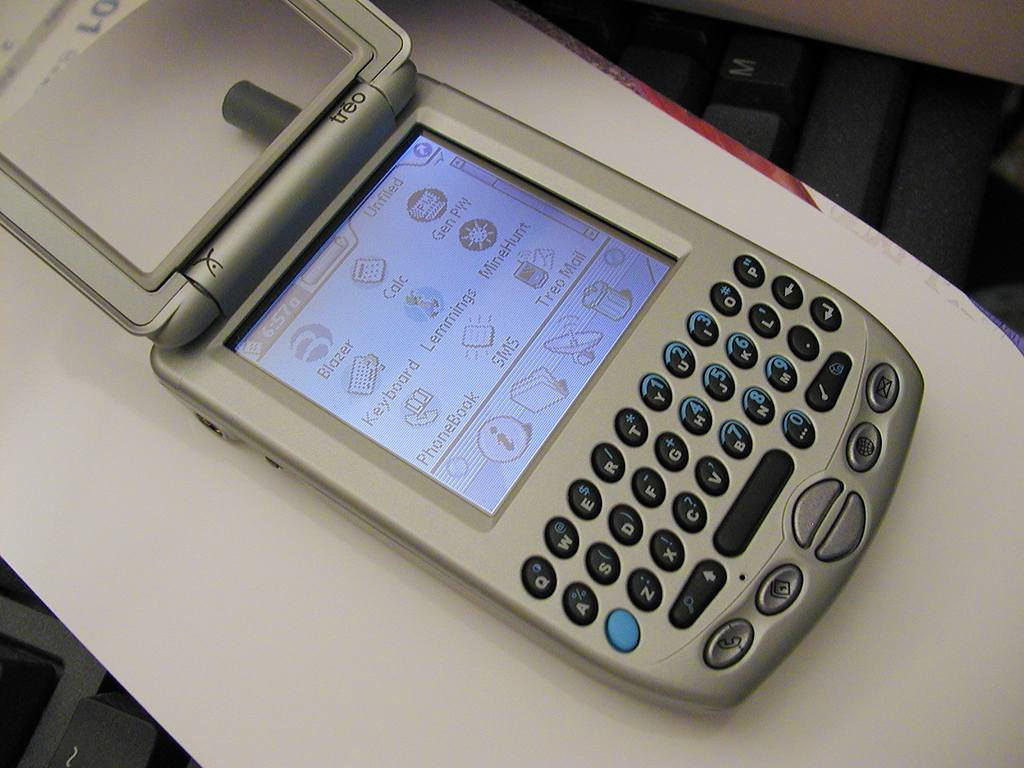
Palm Treo 300, la forme inhabituelle du flip-up.
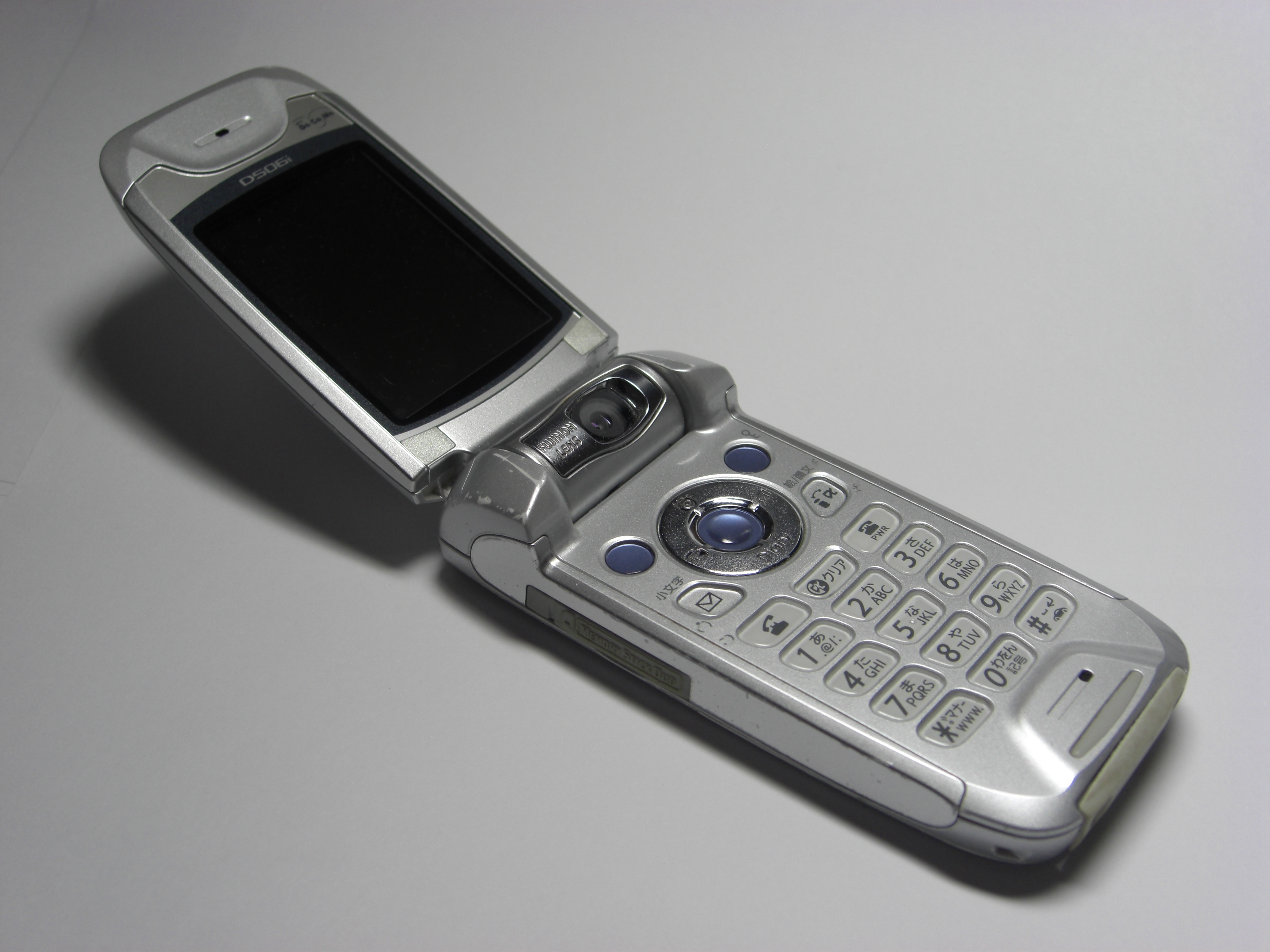
Téléphone à clapet japonais NTT DoCoMo D506i fabriqué par Mitsubishi.
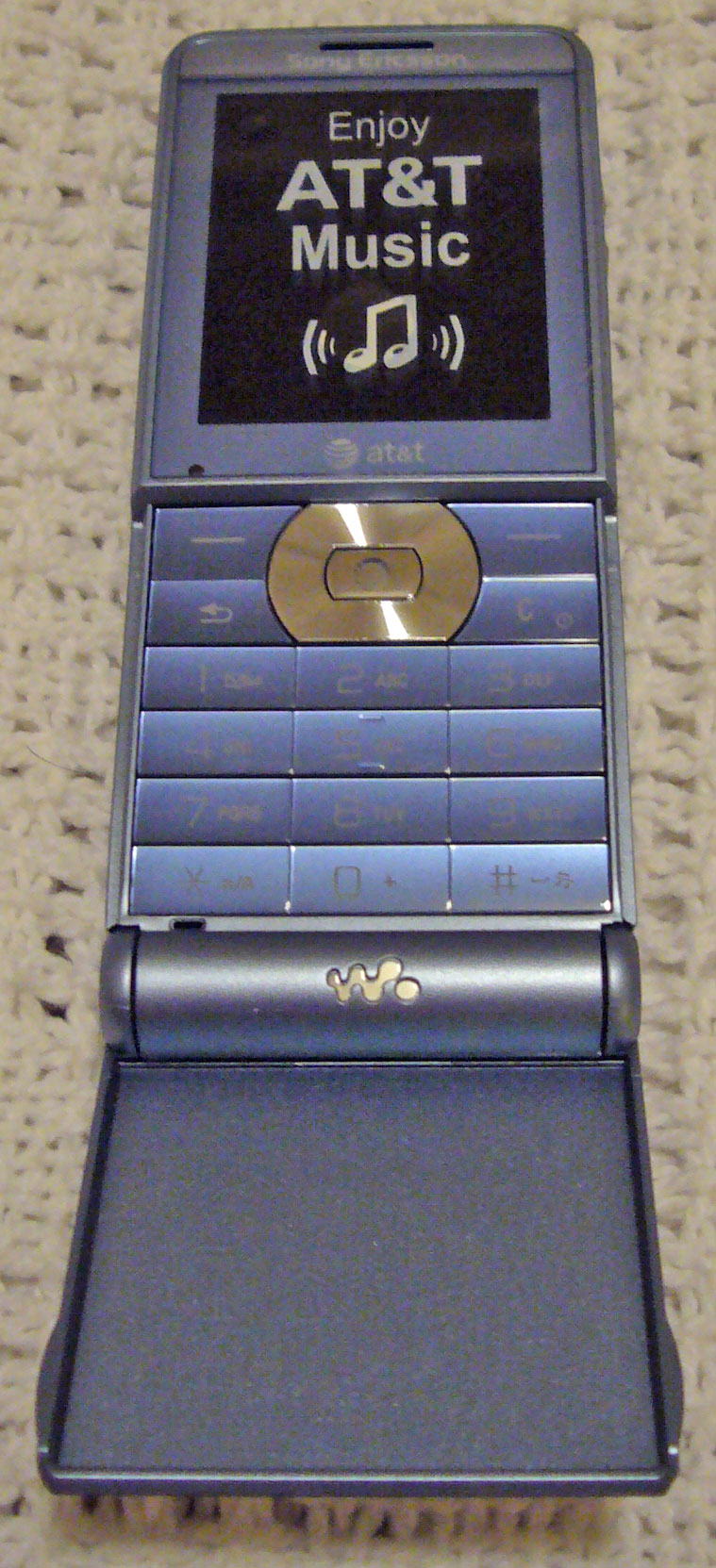
Le Sony Ericsson W350 (en), dernier téléphone à rabat insolite.
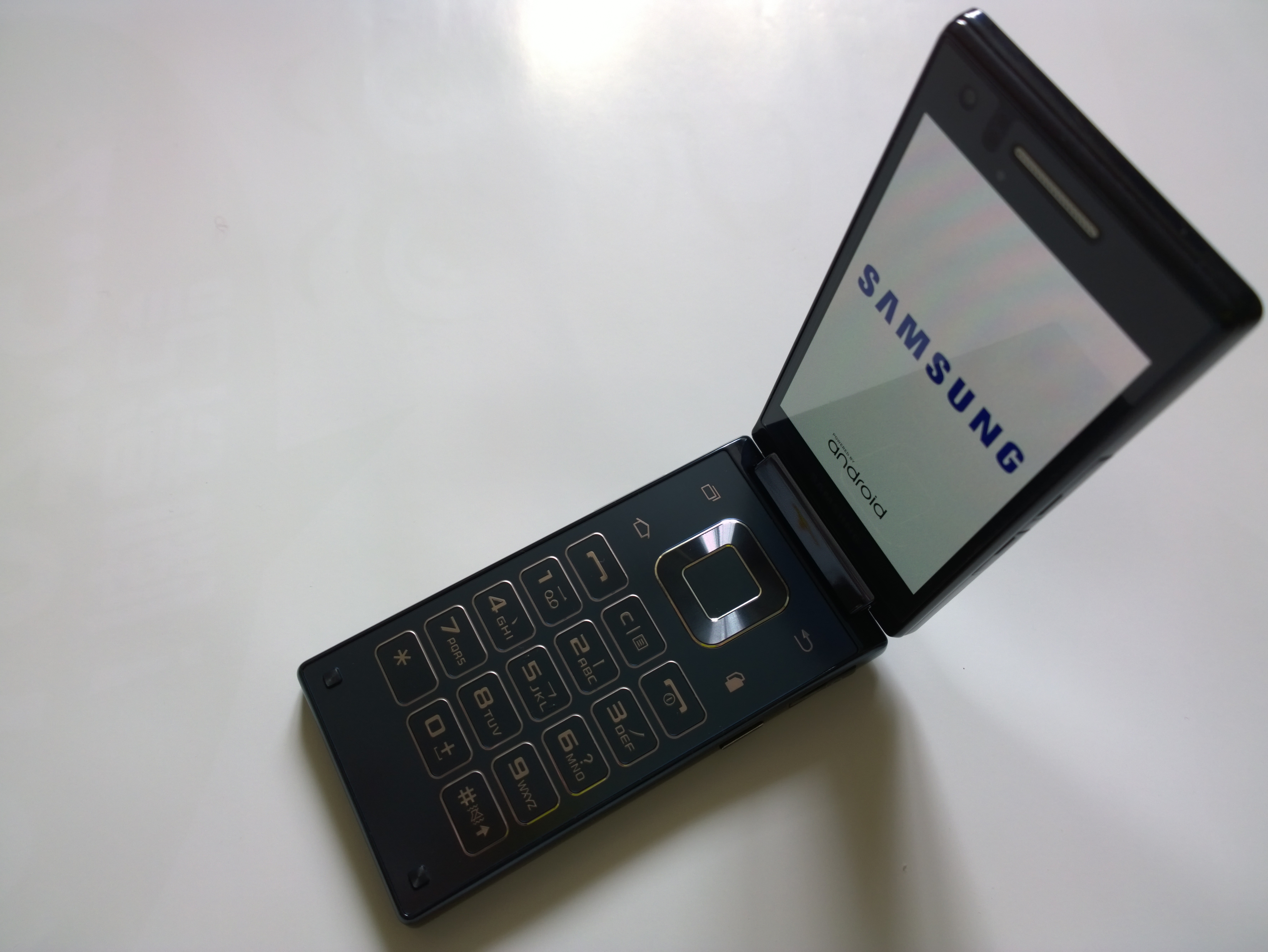
Samsung SM-G9198.

#### Double écran tactile
En avril 2011, Kyocera Communications (en) a lancé le smartphone Kyocera Echo (en) avec deux écrans de 3,5 pouces. L'écran principal du téléphone pouvait être posé sur le deuxième écran, ce qui en réduisait la taille. En novembre 2017, ZTE a annoncé le lancement de l'Axon M. Les écrans pouvaient se replier pour avoir soit deux écrans orientés vers l'avant, soit un écran orienté vers l'avant et un écran orienté vers l'arrière. La taille combinée des écrans est de 6,75 pouces lorsqu'ils sont dépliés. Le deuxième écran permet à l'unique appareil photo de l'Axon M d'être orienté à la fois vers l'arrière et vers l'avant, et de servir de béquille ou de trépied.

#### Écran pliable
À la suite des progrès de la technique d'affichage, les écrans OLED peuvent maintenant être fabriqués sur un wafer plastique flexible, ce qui signifie que le verre n'est plus nécessaire ; ce qui permet aux écrans d'être roulés, pliés et pliés ; ce qui rend de nouveaux facteurs de forme possibles. En janvier 2017, des rumeurs ont émergé au sujet d'un téléphone pliable Samsung, et en novembre 2018, le Samsung Galaxy Fold a été révélé, avec une taille d'écran combinée de 7,4 pouces. D'autres fabricants, tels que Huawei et Xiaomi, ont également annoncé des téléphones avec des écrans pliables,. En novembre 2019, Motorola a officiellement dévoilé son Motorola Razr à pliage horizontal. 

#### Caméra à bascule
L'Oppo N1 utilisait un appareil photo à bascule manuelle. Asus, dans le smartphone ZenFone 6 (en), inclut un devant tout écran, éliminant l'encoche dédiée à la caméra frontale ; à la place, les caméras principales sont logées dans un module flip-up motorisé qui pivote de 180 degrés pour faire la mise au point vers l'avant,. Le Samsung Galaxy A80 possède également un mécanisme de caméra à clapet coulissant similaire. 

### Coulissant
Un coulissant se compose généralement de deux, mais parfois plus, sections qui glissent l'une devant l'autre sur des rails. La plupart des téléphones coulissants ont un segment d'affichage qui abrite l'écran de l'appareil, tandis qu'un autre segment contient le clavier et coulisse pour être utilisé. L'objectif d'un facteur de forme coulissant est de permettre à l'opérateur de profiter de claviers physiques complets, sans sacrifier la portabilité, en les rétractant dans le téléphone lorsqu'ils ne sont pas utilisés. De nombreuses entreprises ont développé des smartphones coulissants : le Corby de Samsung et le Torch de Blackberry. 
Le Siemens SL10 (en) a été l'un des premiers smartphones à curseur en 1999. Certains téléphones sont équipés d'un curseur automatique intégré qui déploie le clavier. De nombreux téléphones déploient leurs segments de clavier dès que l'utilisateur commence à faire glisser le téléphone. Les modèles uniques sont les coulissants à 2 voies où le fait de glisser vers le haut ou vers le bas fournit des fonctions distinctes : le Nokia N85 ou le Nokia N95 en sont des exemples. 
Une version du facteur de forme coulissant, le coulissant latéral ou QWERTY coulissant, utilise un accès vertical au clavier sur le segment inférieur. Le facteur de forme coulissant latéral est principalement utilisé pour faciliter un accès plus rapide au clavier avec les deux pouces. Le Motorola Photon Q (en), le Danger Hiptop, le Sony Mylo et le HTC Touch Pro (en) en sont quatre exemples principaux.  
Certains curseurs inhabituels ont également été fabriqués, comme le Nokia 7280 modelé comme un rouge à lèvres, le Samsung SGH-F520 de 2007 qui coulisse de trois façons avec un clavier QWERTY, et le Samsung Anycall SCH-B550 ; qui est un téléphone de jeu. 
Les curseurs ont supplanté la forme flip, car ils permettaient aux fabricants d'intégrer davantage de boutons de clavier et de fonctionnalités (notamment le curseur latéral ou le curseur QWERTY) dans le même facteur de forme, alors que les interfaces tactiles en étaient encore à leurs débuts. À la fin des années 2000, les conceptions « coulissant » ont atteint le sommet de leur popularité et ont décliné par la suite, étant complètement remplacées par des facteurs de forme d'ardoise avec des interfaces tactiles bien développées. En 2015, BlackBerry Limited (anciennement RIM) a lancé le BlackBerry Priv, le premier téléphone à glissière grand public depuis plusieurs années (basé sur Android, et non sur le système d'exploitation Blackberry vendu jusqu'à présent).  
Le Nokia E7, sorti en 2011 et le F(x)tec Pro 1, sorti en 2019 sont des exemples notables de smartphones coulissants car ils font ressortir le clavier sur le côté et inclinent l'écran de manière à rappeler un ordinateur portable. 
Aujourd'hui, les fabricants tentent de développer des smartphones sans lunette ; la plus grande difficulté étant la présence de caméras frontales et de capteurs de reconnaissance faciale. Alors que la plupart des marques étendent l'état réel de l'écran en conservant une encoche, certaines s'écartent de cette approche, revenant au facteur de forme du coulissant, comme le Xiaomi Mi MIX 3 (en),, Huawei Honor Magic 2, et le Lenovo Z5 Pro.

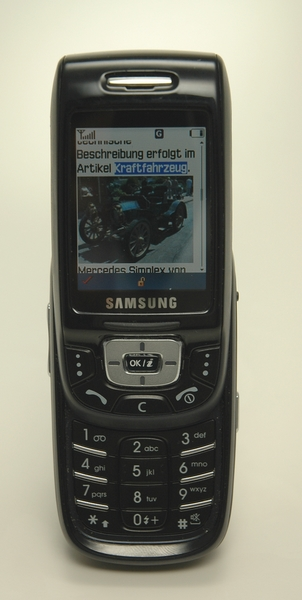
Samsung SGH-D500 (en), coulissant standard.
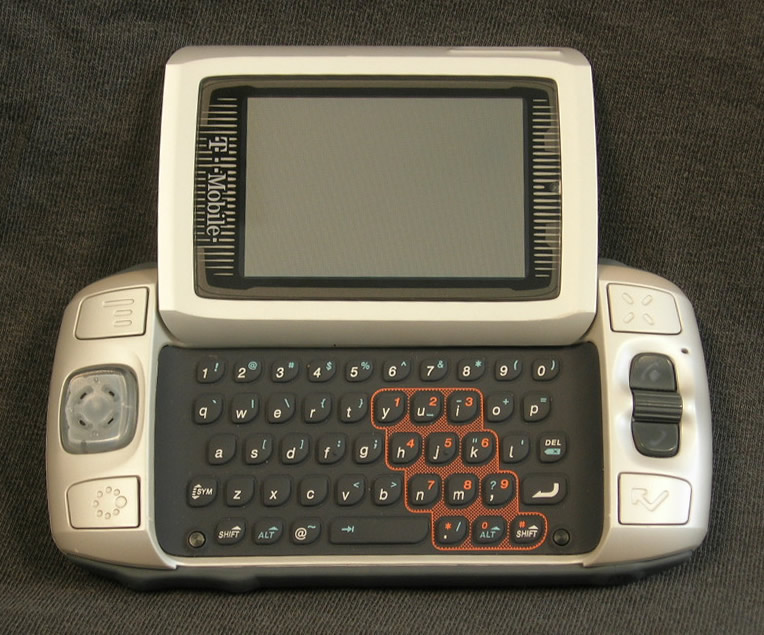
T-Mobile Sidekick II, coulissant latéral.
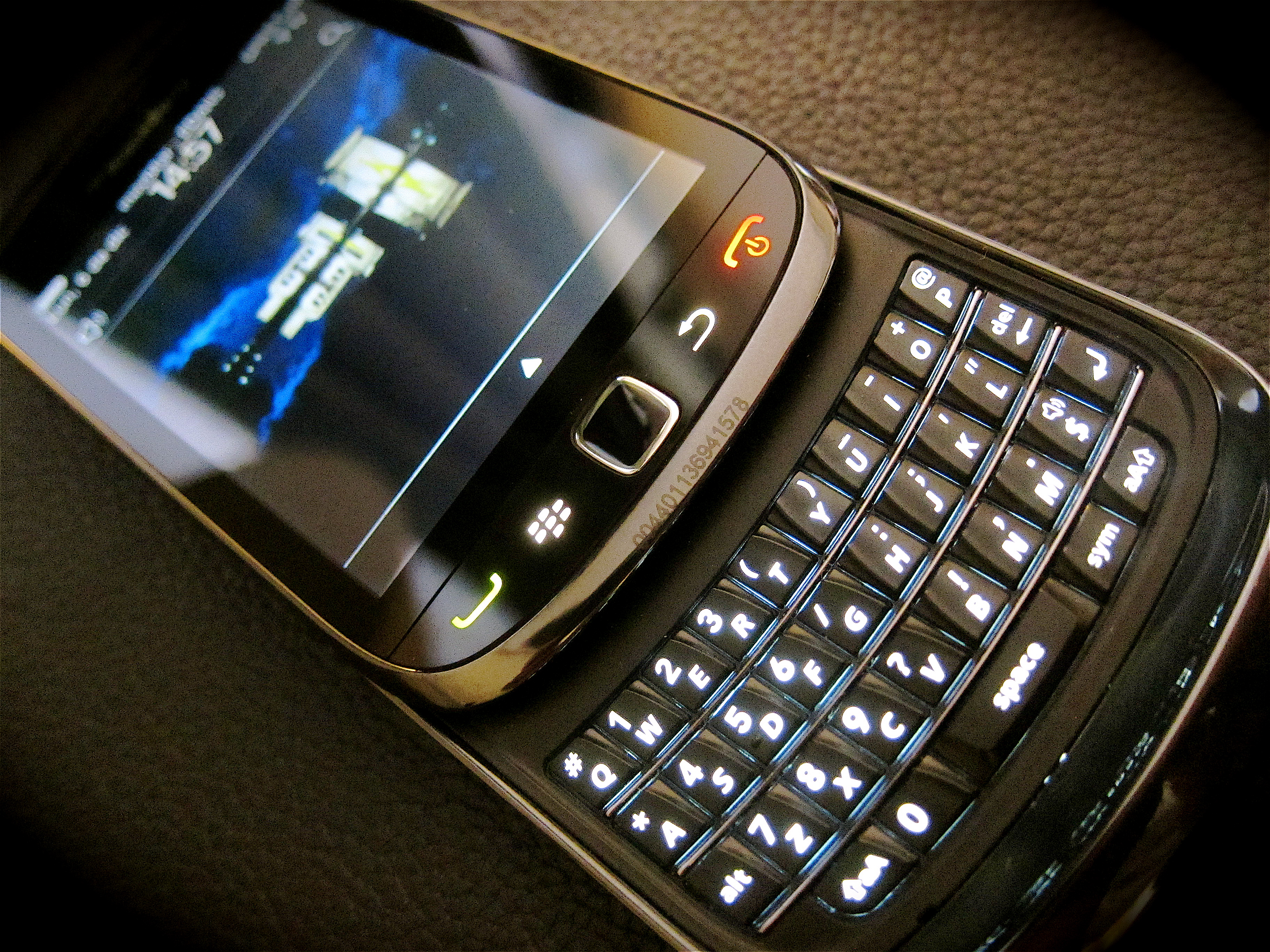
BlackBerry Torch 9800, un grand coulissant.
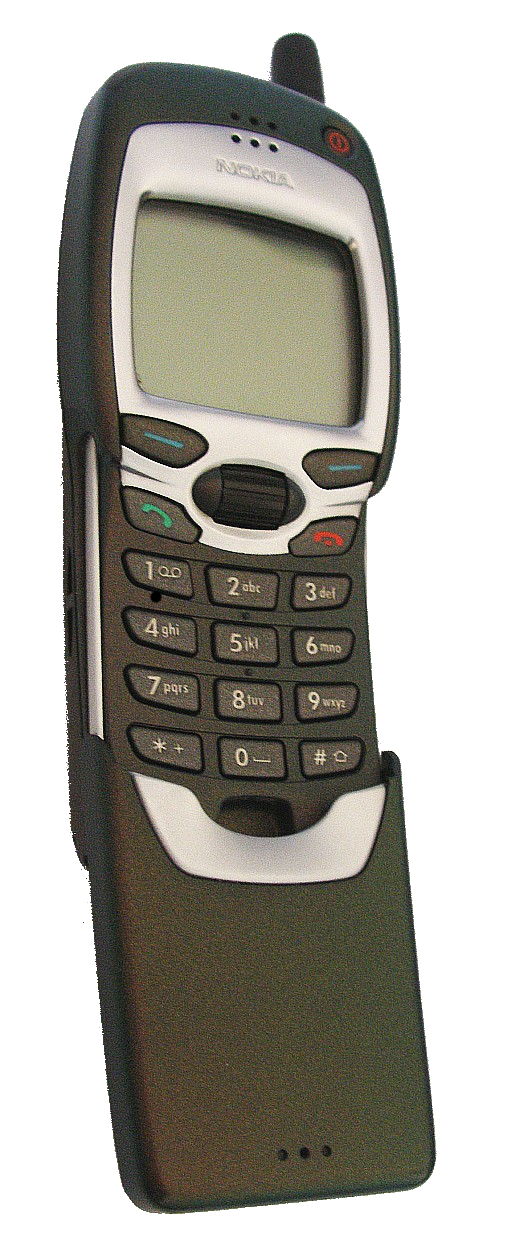
Nokia 7110, avec un cache coulissant du clavier.
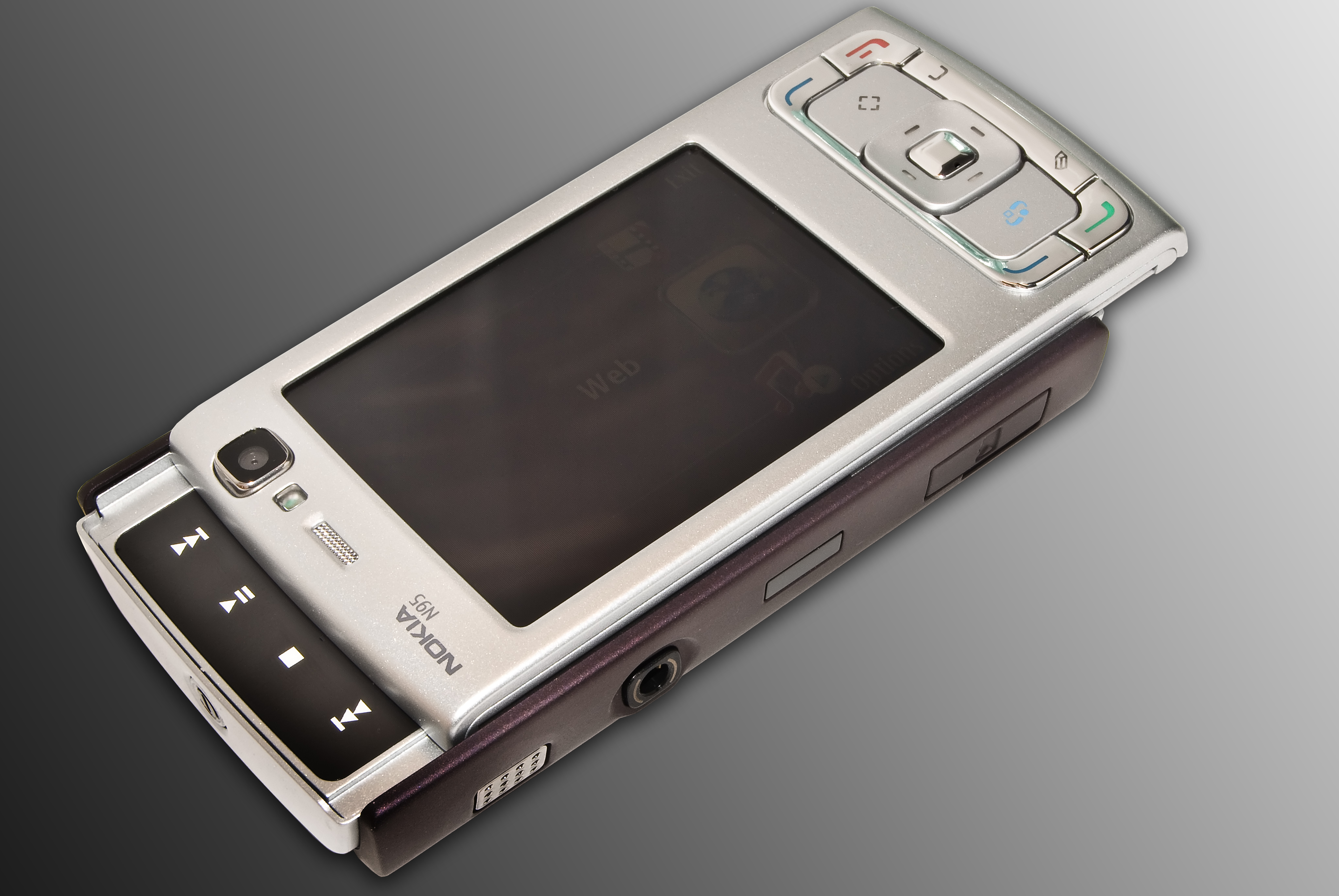
Nokia N95, un double coulissant.
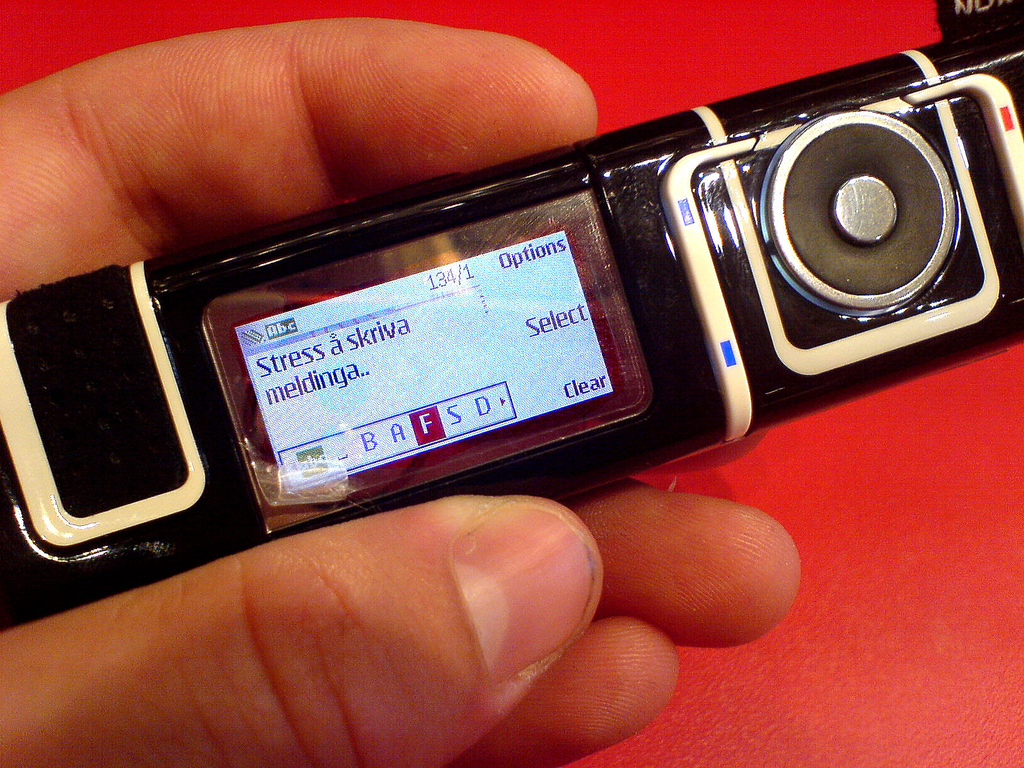
Nokia 7280, coulisse qui cache l'appareil photo.
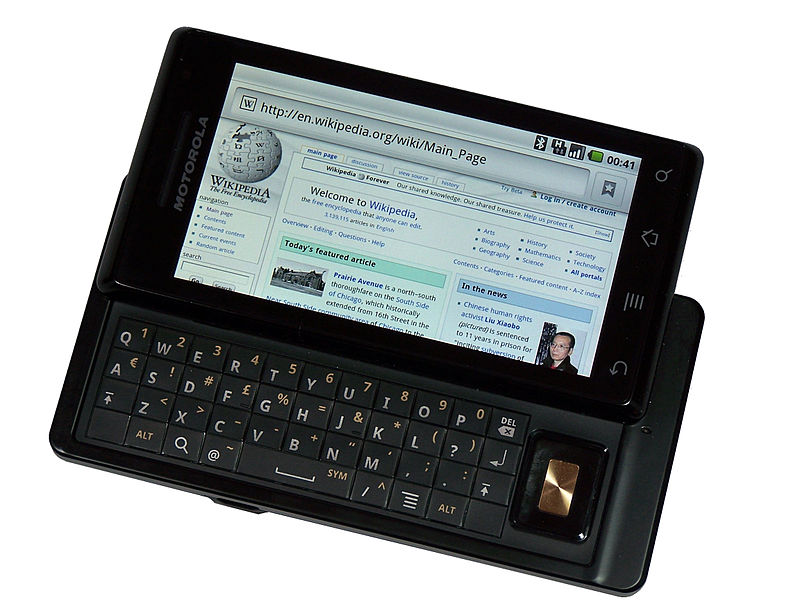
Motorola Droid (en), un coulissant QWERTY large.
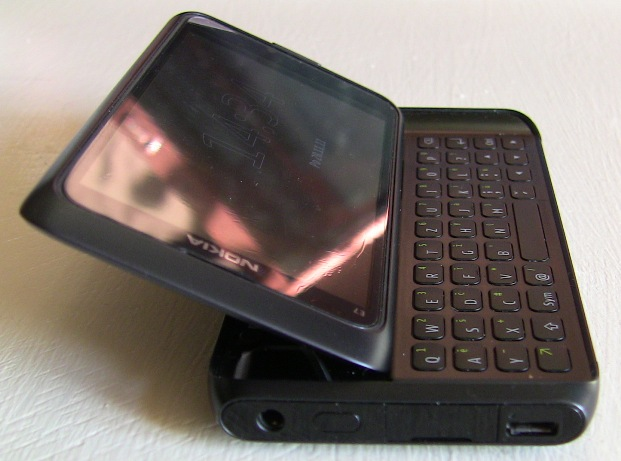
Nokia E7, un clavier QWERTY qui s'incline vers le haut.
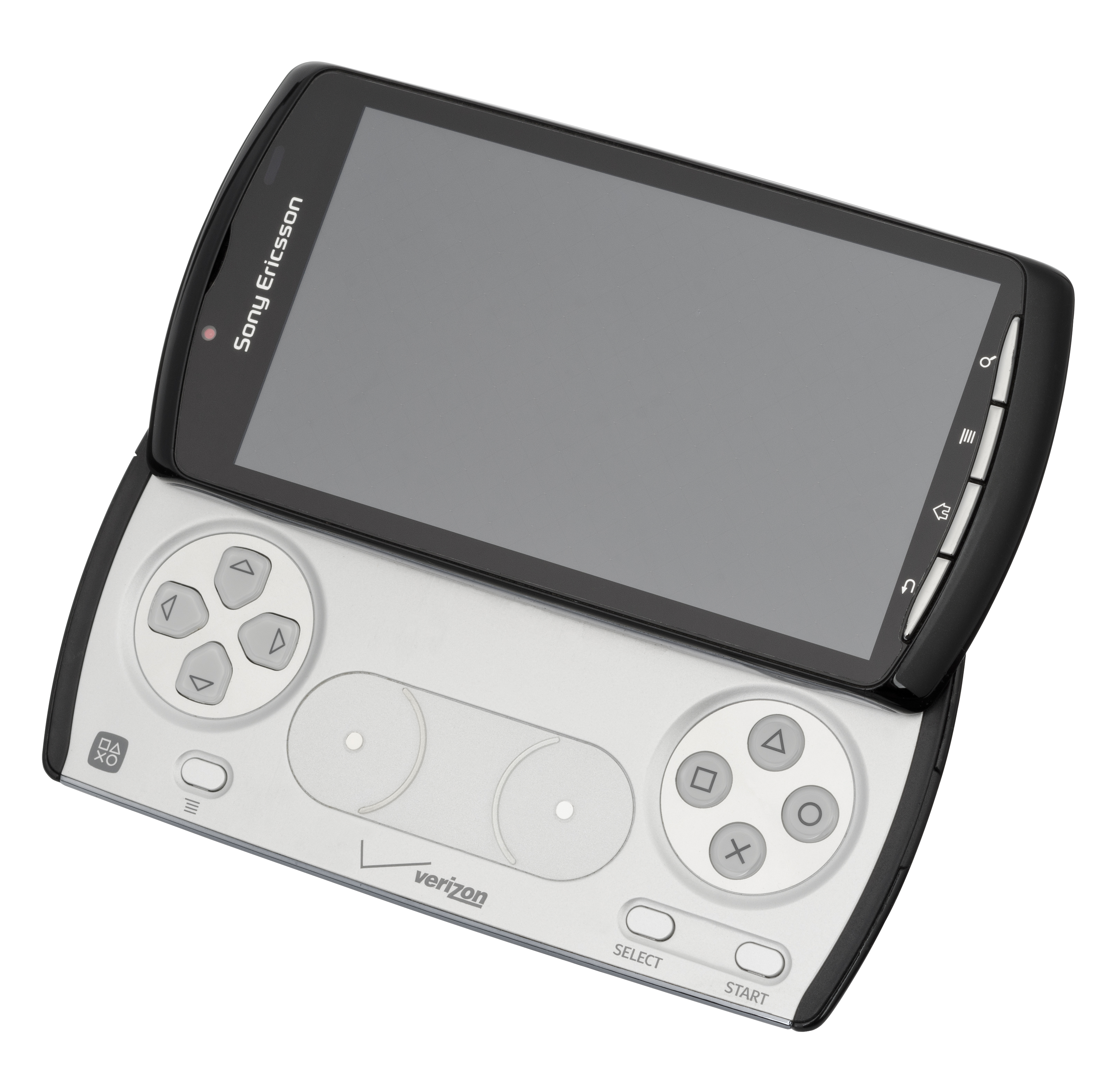
Xperia Play, une console coulissante de jeu portable.

#### Caméra pop-up
Des téléphones comme Oppo Find X (en) et Vivo NEX (en) cachent les caméras frontales dans le corps des appareils dans des modules pop-up motorisés pour créer une face avant sans biseau entièrement occupée par des écrans sans aucune découpe tout en conservant une caméra frontale qui peut se relever en cas de besoin. Le Vivo V15 Pro et le Centric S1 sont également dotés d'un mécanisme de caméra frontale pop-up. 

### Pivotant
Un téléphone pivotant est composé de plusieurs segments, généralement deux, qui pivotent l'un par rapport à l'autre autour d'un axe sagittal (la plupart du temps). L'utilisation du facteur de forme pivotant a des objectifs similaires à ceux du coulissant, mais ce facteur de forme est moins largement utilisé. Exemples : LG U900 + 960 + V9000, Motorola Flipout (en) + V70 + V80, Nokia 7370 (en), Siemens SK65 (en), Samsung Juke (en) + Samsung SGH-X830, et Sony Ericsson S700i + W600 (en). Le LG Wing (en) a mis en œuvre cette fonctionnalité dans un smartphone au design d'ardoise, avec deux écrans tactiles. 

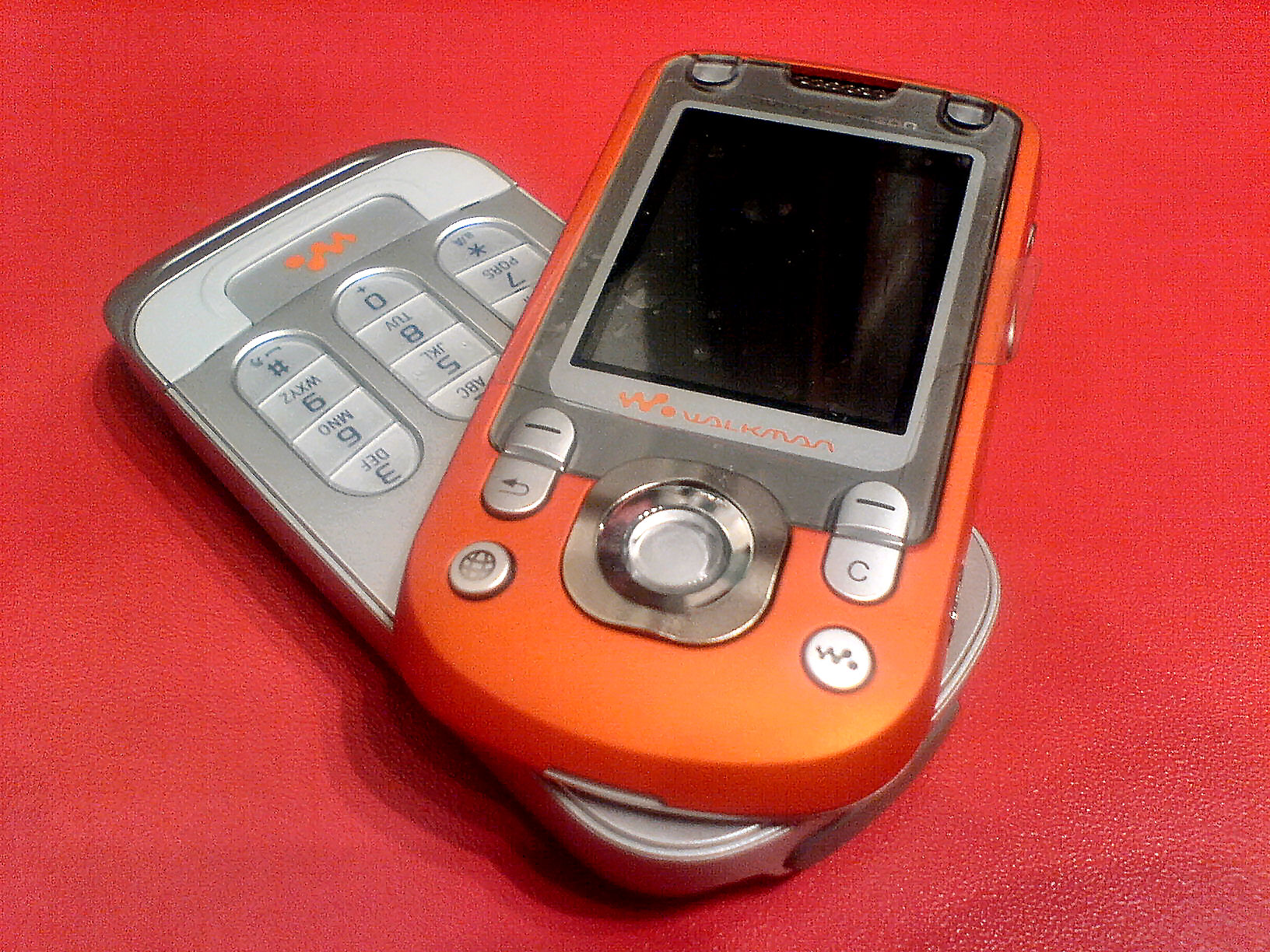
Sony Ericsson W550i (en), un téléphone pivotant.
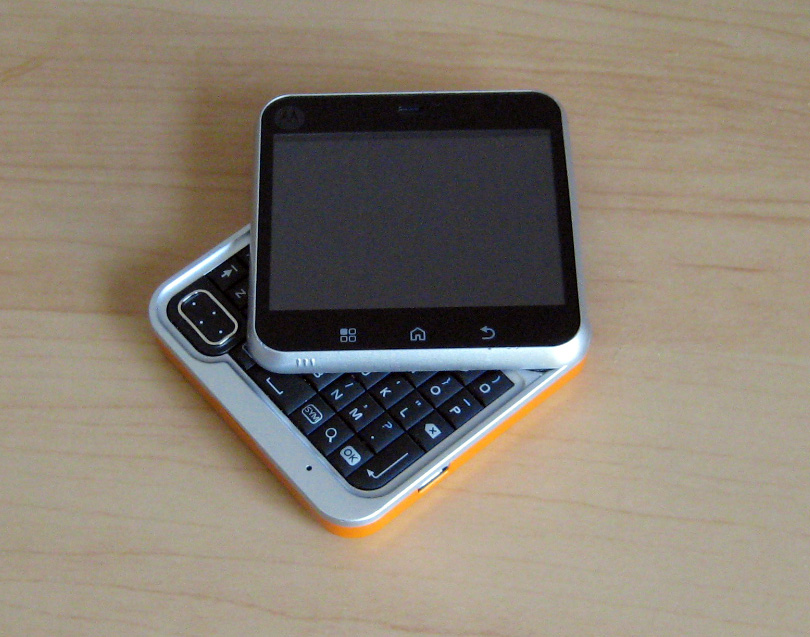
Le Motorola Flipout (en), un téléphone pivotant.

Certaines implémentations, qui n'utilisent pas l'axe sagittal, sont présentées dans des téléphones tels que le Nokia 3250 (en) et l'Oppo N1, avec des composants pivotants : un clavier et une caméra principale (doublée d'une caméra selfie), respectivement. 

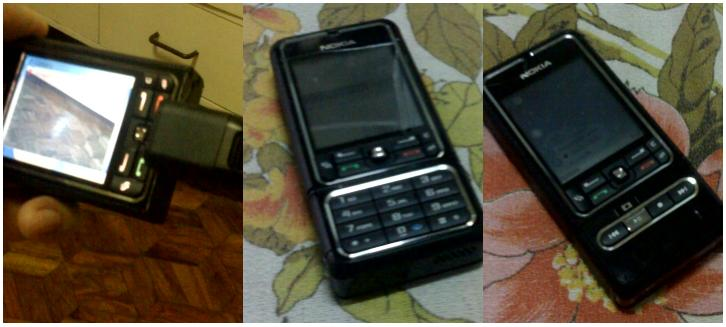
Nokia 3250, avec clavier rotatif.
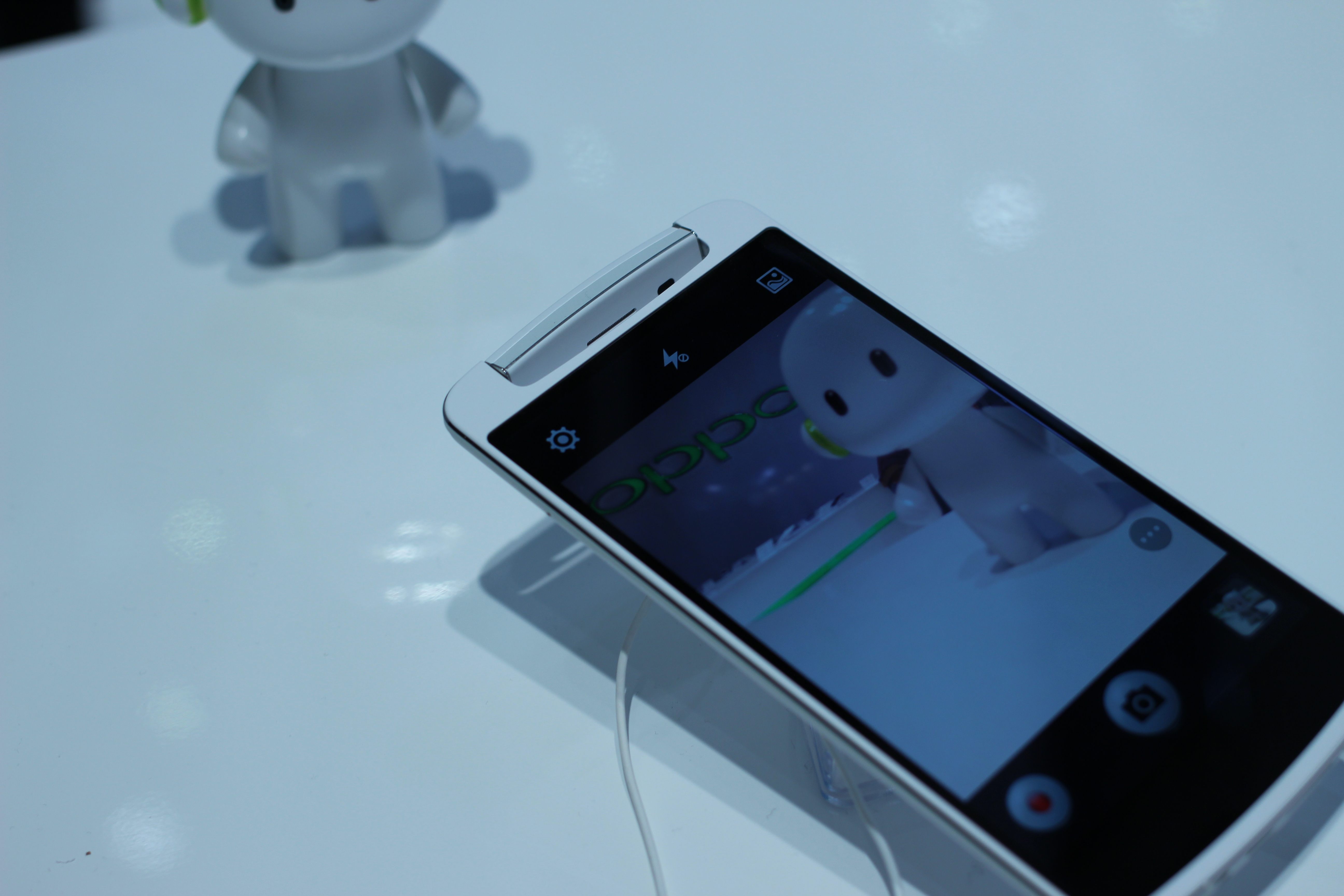
L'Oppo N1, dispose d'une caméra principale torsadable qui est utilisée pour les selfies lorsqu'elle tourne.

Certains téléphones mobiles utilisent plus d'une forme, comme les Nokia N90, Nokia 6260, Philips 968, Sharp SX862, Samsung SGH-P910, Samsung FlipShot SCH-U900, Amoi 2560, Samsung Alias series ou Panasonic FOMA P900iV, qui utilisent à la fois un axe de pivotement et un axe de basculement.
Parmi les autres exemples, citons le Sierra Wireless Voq (en), qui combine une barre d'appui et un clavier « side-flip », la série Nokia Communicator (en), qui utilise à la fois une barre d'appui et un clapet avec un clavier QWERTY, ou le Siemens SK65, qui est une barre d'appui pivotante avec un clavier QWERTY.
Le Samsung Galaxy A80 sans bordures ne possède que des caméras arrières logées dans un module motorisé. Grâce à une combinaison de glissière et de pivotement, elles peuvent pivoter vers l'avant pour être utilisées pour les selfies. 

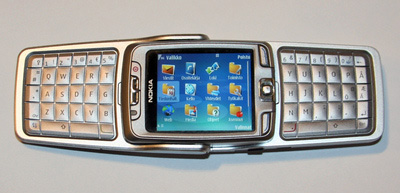
Nokia E70, forme inhabituelle candybar/flip avec un clavier QWERTY.
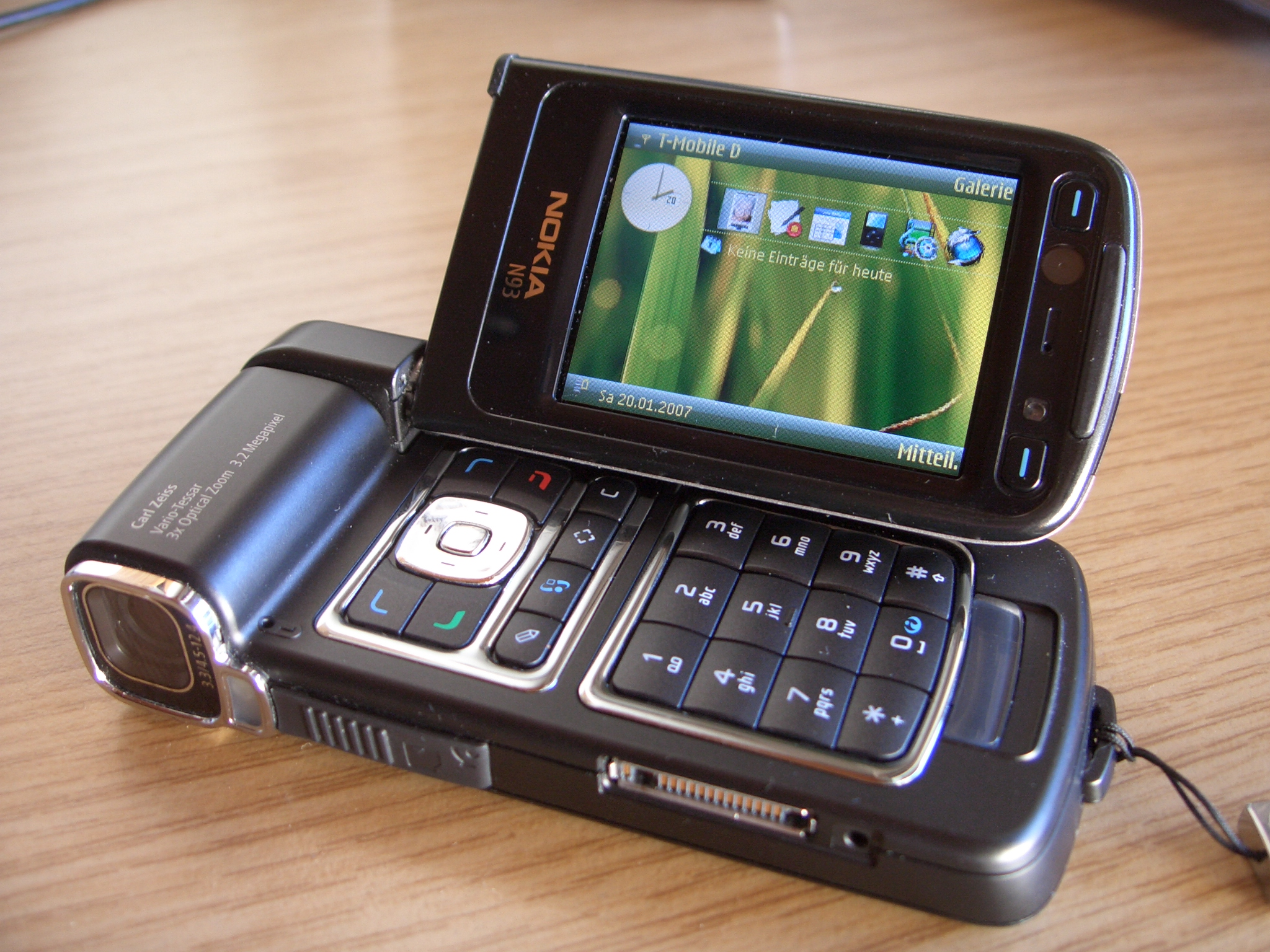
Nokia N93, mixte pivotant/basculant.
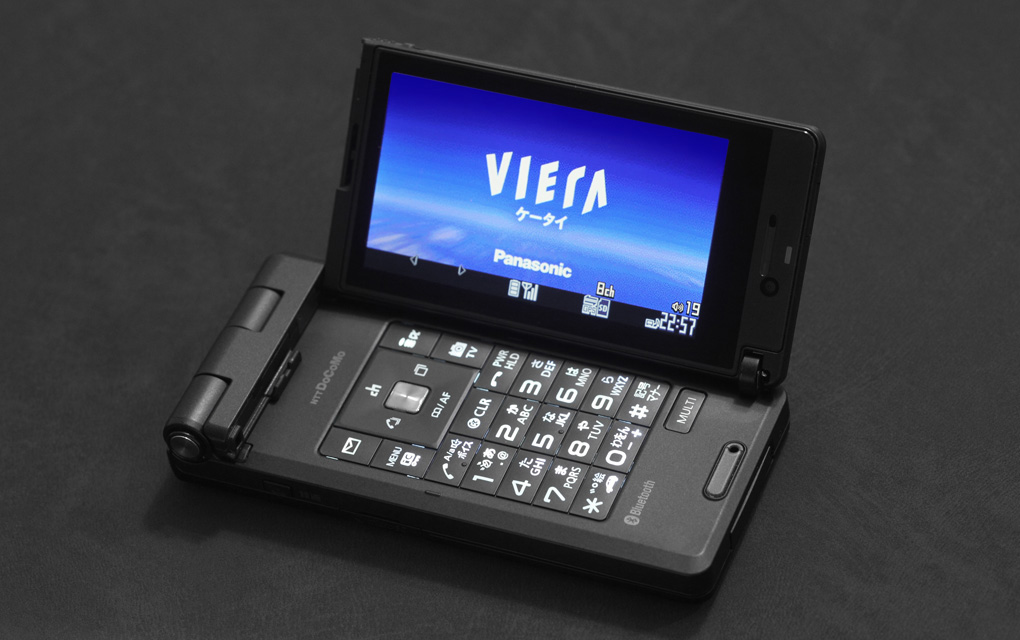
Docomo Panasonic P906i, W-Open.
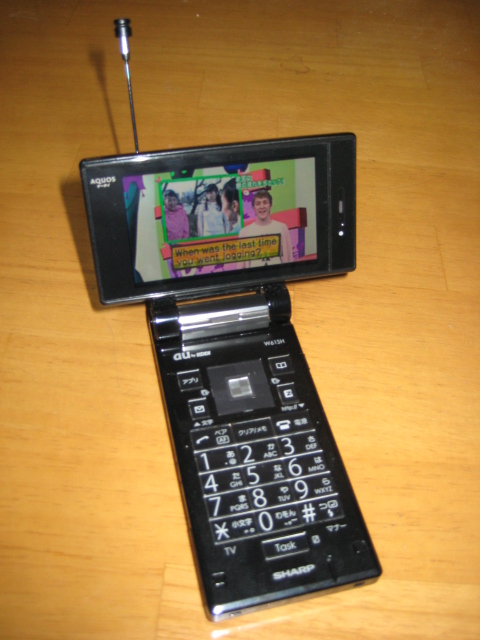
KDDI Sharp W61SH (Japon), mixte pivotant/basculant.